# Histoire des Basques
 (juin 2021).
Si vous disposez d'ouvrages ou d'articles de référence ou si vous connaissez des sites web de qualité traitant du thème abordé ici, merci de compléter l'article en donnant les références utiles à sa vérifiabilité et en les liant à la section « Notes et références ».

Carte ethnographique de l'iberie pré-romaine en 200 av J-C avec les langues parlées par les différents peuples

L’histoire des Basques comme dans la plupart des peuples dont les origines remontent à des temps pour lesquels il n'existe pas de traces écrites, donne lieu à de nombreuses études.
Au début du Ier millénaire, alors que toutes les tribus de la péninsule Ibérique et de la Gaule sont romanisées, les Basques sont les seuls à faire survivre leur langue. Alliés des Romains contre les Celtes, ces derniers n'auraient pas cherché à anéantir la culture autochtone vasconne qui conserva, malgré la tutelle et la romanisation de son mode de vie, une certaine autonomie interne leur permettant d'organiser leur vie publique à leur guise.
À la chute de l'Empire romain, les Vascons et les Aquitains (Proto-Basques) se montrent de redoutables guerriers résistants et organisés face aux invasions franques, wisigothiques et musulmanes dans le principat de Vasconie ou dans le Duché de Vasconie. Il faut attendre le XIIIe siècle, soit huit siècles après la chute de l'Empire romain, pour voir les Basques totalement soumis aux nouveaux royaumes de France et de Castille. Il s'ensuit alors un démantèlement de leur royaume de Navarre jusqu'au XVIe siècle.
Au milieu du XIXe siècle, les guerres carlistes, la centralisation croissante des États français et espagnol fait fortement reculer les droits (fors) des Basques, et sa langue par la même occasion. Mais le XXe siècle voit en conséquence progresser la conscience du peuple basque avec la naissance du nationalisme basque.

## Origines des Basques

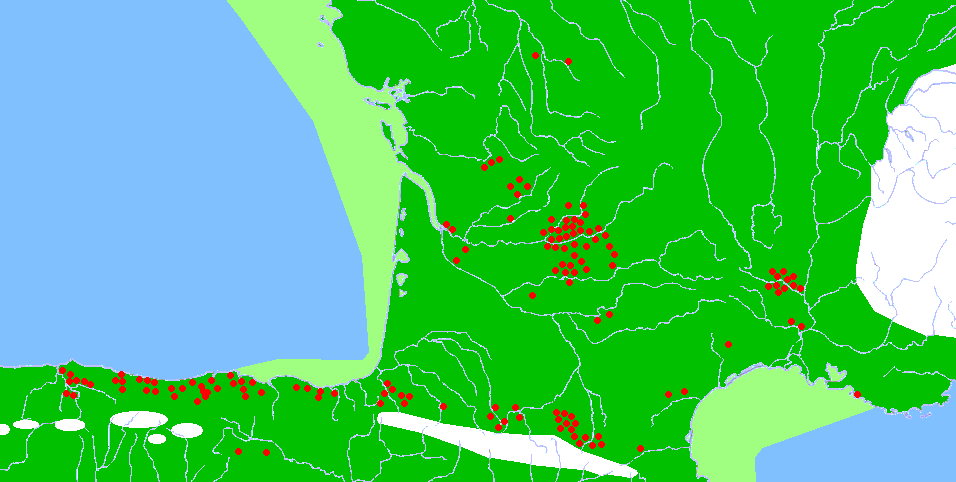
Région du pays basque à la fin de la dernière glaciation il y a 10 000 ans avant le présent.

Posséder une langue particulière est une caractéristique qui a poussé à la recherche des origines de ce peuple, de sa langue et des faits culturels et caractéristiques qui le définissent en tant que « peuple ».
Néanmoins, le peuplement de la région ne se distingue pas fondamentalement des régions avoisinantes : comme pour le reste du territoire français ou de la péninsule Ibérique, les populations présentes dans cette région sont caractérisées par l'arrivée au néolithique d'agriculteurs venus d'Anatolie qui se sont mélangés avec la population locale de chasseurs-cueilleurs. Le Pays basque ne se distingue non plus en rien de l'Ouest de la France, il voit environ 2.000 ans avant notre ère le remplacement de 40 % des ancêtres présents et de près de 100 % de ses chromosomes Y par des personnes d'ascendance steppique. Ces études montrent que durant l'âge du fer, l'ascendance steppique s'est répandue non seulement dans les régions parlant des langues indo-européennes, mais aussi dans les régions de langues non indo-européennes. L'haplogroupe R-DF27, un sous-clade de R-M269 haplogroupe très présent parmi les populations celtiques, atteint 74 % chez les Basques. Il s'est étendu dans la péninsule Ibérique principalement entre 3 500 et 3 000 ans, soit à l'Âge du Bronze moyen.
D'une manière générale, les études génétiques révèlent que les Basques actuels sont mieux décrits comme étant une population typique de l'âge du fer sans les adjonctions qui ont ensuite affecté le reste de la péninsule Ibérique. Les Basques représentent un isolement récent avec des goulots d'étranglement de l'ADN-Y après les mouvements de population de l'âge du fer à l'époque romaine.

## Préhistoire

### Paléolithique inférieur et moyen
C'est une période qui va de 1 200 000 à 35 000 av. J.-C. Les premières traces humaines au Pays basque se situent dans des endroits isolés comme Aitzabal ou Irunberri où des hachereaux en pierre taillée ont été trouvées. L'industrie moustérienne qui se caractérise par l'utilisation d’outils sur éclats, tels que des racloirs, des pointes ou des grattoirs y est présente ainsi que de nombreuses grottes. L'abri d'Axlor en Biscaye montre les techniques de chasse utilisées puisqu'un ravin devant l'entrée y constituait un piège pour les animaux.

### Paléolithique supérieur

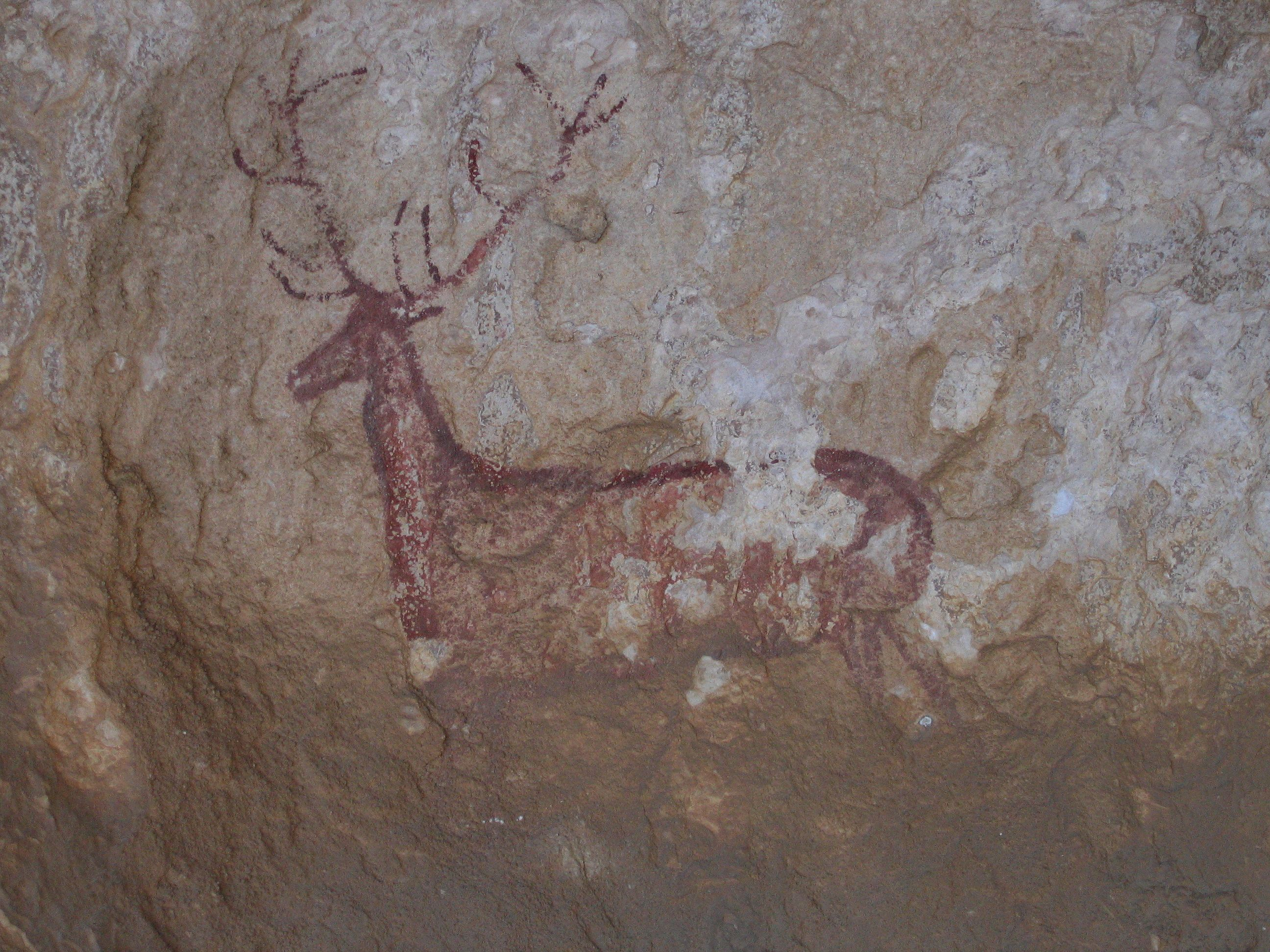
Abri de Chimiachas, Aragon.

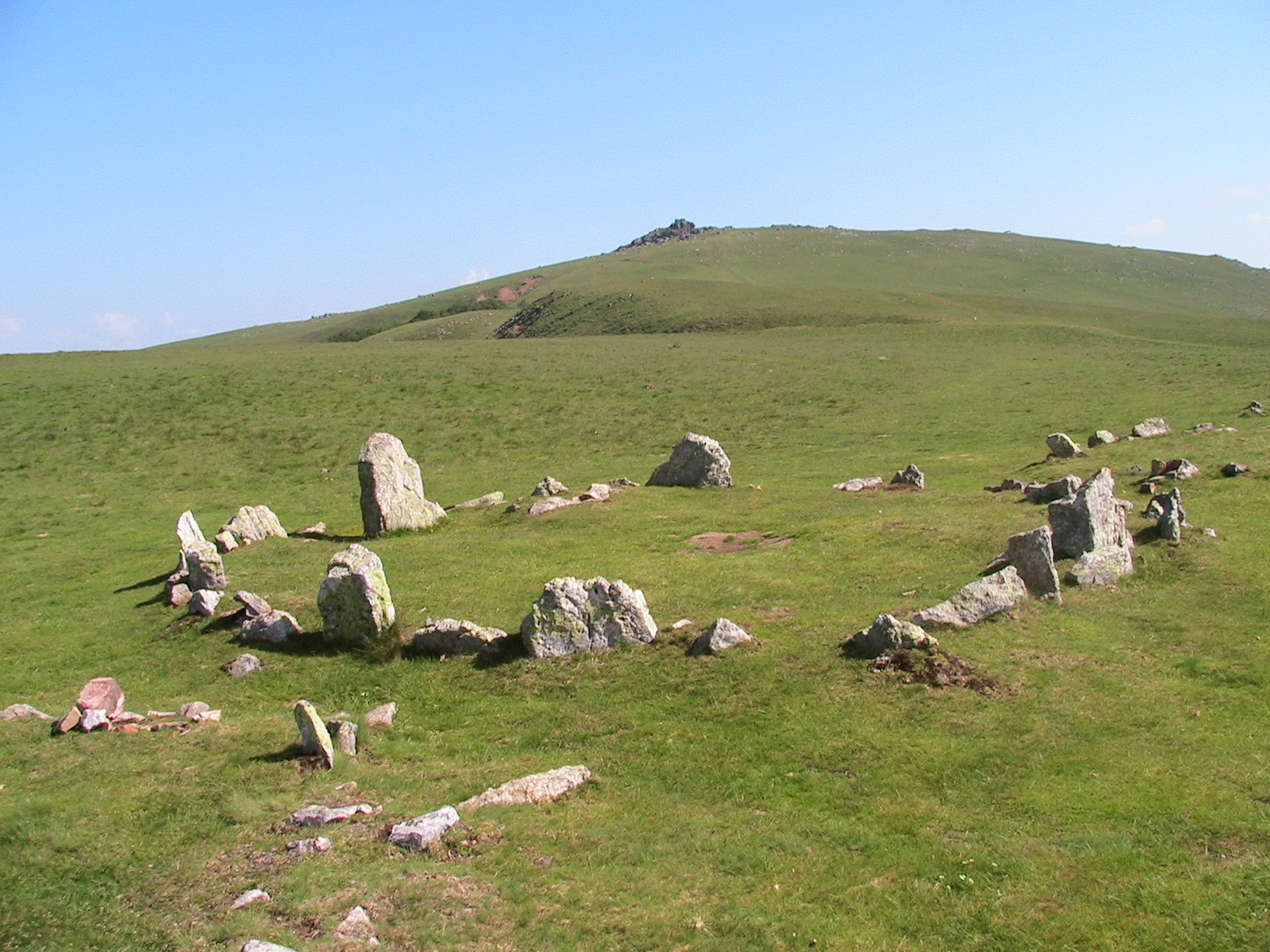
Okabe au SE de Saint-Jean-Pied-de-Port.

C'est une période qui va de 35 000 à 9 000 av. J.-C. où les outils pour la chasse s'affinent avec l'utilisation du bois de Cervidé ou des os. La chasse et la pêche se pratiquent désormais au rythme des saisons et des figurations artistiques ornent les grottes d'art pariétal.
On a trouvé dans les grottes d'Isturitz et d'Oxocelhaya un art mobilier comportant des sculptures sur os de cheval et des baguettes de bois de renne ; on y a découvert des sites d'inhumation et des flûtes en os. La vie y est organisée, plus facile et ritualisée parfois.

### Mésolithique
C'est une période qui va de 9 000 à 7 500 av. J.-C. Après la glaciation de Würm, le climat se réchauffe, le niveau de l'eau monte mais surtout la végétation passe de toundra à prairies et forêts. La mer commence à être une source de nourriture, les outils s'affinent avec des harpons osseux plats.

### Néolithique et protohistoire
Au IIIe siècle av. J.-C., l'inventaire anthroponymique préromain du Pays basque et de la Navarre indique qu'avant l'arrivée des Romains, la langue parlée était indo-européenne (comme l'indiquent les noms utilisés) sur les territoires des Caristes, des Vardules et des Autrigons, alors qu'en territoire vasconique (notamment dans la Navarre actuelle), la plupart des orateurs choisissaient des noms ibériques. Sur les territoires de l'actuel Pays basque, seule une proportion statistiquement négligeable choisissait des noms basques, alors qu'en Navarre, il s'agissait d'une minorité de la population. En revanche, les données existantes montrent que, bien qu'à l'époque romaine en Hispanie, on observe que quelques noms de lieu à la frontière pyrénéenne et une douzaine d'anthroponymes d'étymologie vasconique, en Aquitaine, il existait une abondante antroponymie de cette étymologie.
Cet ensemble de faits serait compatible avec les hypothèses qui postulent une infiltration tardive des locuteurs de langue basque depuis l'Aquitaine qui, à l'époque de la conquête romaine, n'avaient atteint que l'établissement d'une tête de pont constituée d'un petit centre de population en Navarre et dans le Haut-Aragon. et enfin de quelques individus isolés dans les provinces actuelles d'Alava, de Biscaye et de Guipúzcoa. L'absence presque complète d'anciens noms de lieux d'étymologie vasconique serait ainsi expliquée : les locuteurs vasconiques, récemment arrivés et encore peu nombreux, n'auraient pas eu la possibilité de modifier en profondeur l'héritage toponymique avant leur arrivée.

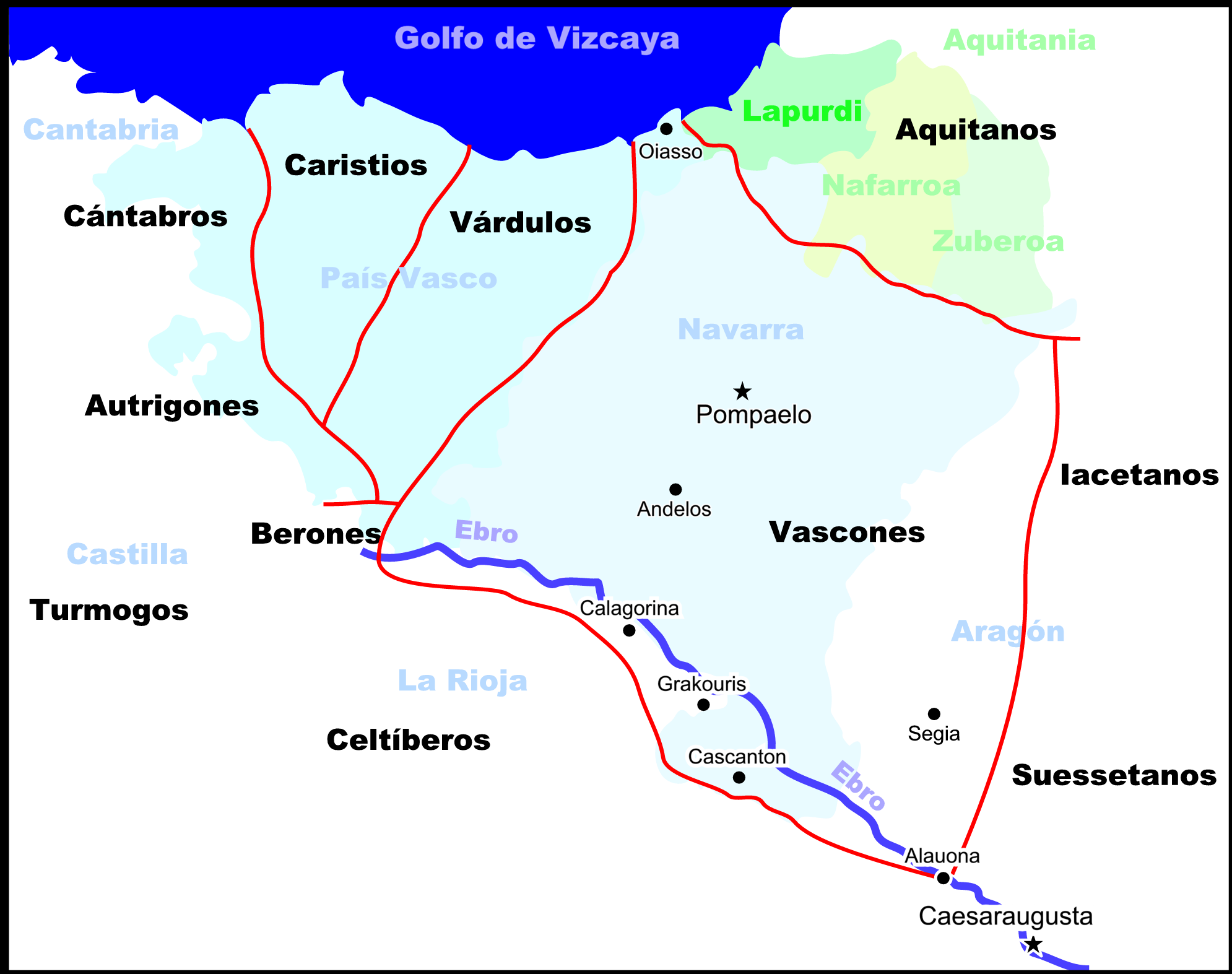
Distribution des peuples.

Selon les historiens romains Strabon, Pline l'Ancien, Pomponius Mela, Lucius Florus ou Silius Italicus, la zone était habitée dans les époques préromaines par diverses tribus dont l'idiome n'est pas connu. La distribution de ces tribus et les zones occupées par les Vardules, les Caristes et les Autrigons varient selon les historiens. La distribution de Ptolémée, la plus complète, est la suivante :
- Aquitains, qui étaient établis entre la Garonne et les Pyrénées.
- Autrigons, établis entre l'Ason et le Nervion.
- Cantabres, nom donné aux peuples qui habitèrent entre la Sella et l'Asón.
- Caristes, établis entre le Nervion et la Deba dans l'actuel Guipuscoa.
- Vardules qui occupèrent l'actuel Guipuscoa à l'exception de la vallée du Deba et de celle de la Bidassoa.
- Vascons, qui occupèrent l'actuelle Navarre et une partie de l'Aragon.

D'autres localisent les Cantabres et les Vascons comme tribus frontalières, et pour d'autres encore, seuls les Vardules habitaient entre les Vascons et les Cantabres. Pline indique que Portus Ammanus (la romaine Flaviobriga et l'actuel Castro Urdiales) était une cité vardule, ce qui contredit clairement la version de Ptolémée.
Il n'y a pas d'autres mentions des peuples comme les Vardules, Caristes et Autrigons, jusqu'à ce qu'au IXe siècle on mentionne pour la première fois la Castille, auparavant appelée « Bardulie ».

## Antiquité

### Situation générale

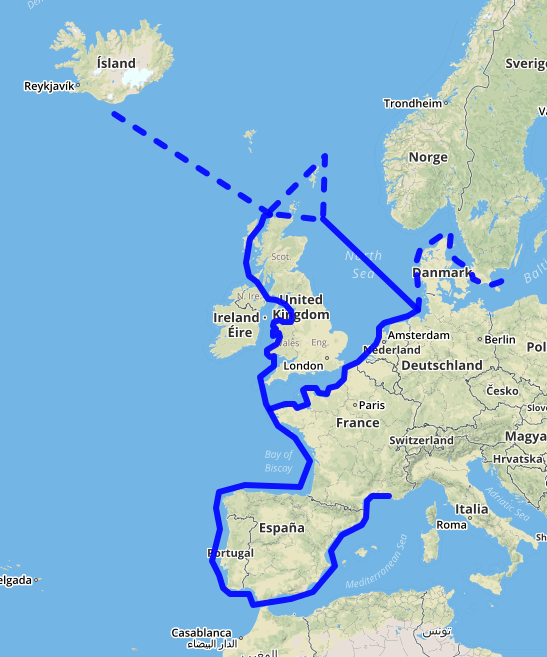
Pythéas de Marseille est l'un des premiers explorateurs à reconnaitre le littoral basque.
L'empire carthaginois est en contact avec le pays vascon au moment du traité de l'Iber (-226).
Le général carthaginois Asdrubal Barca traverse le pays des Vascons en -207 (deuxième guerre punique).
Conquête romaine (-196).
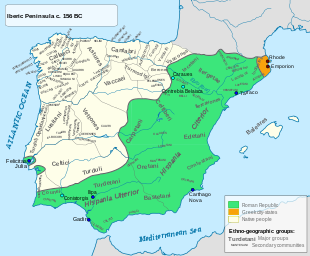
Conquête romaine (-156).
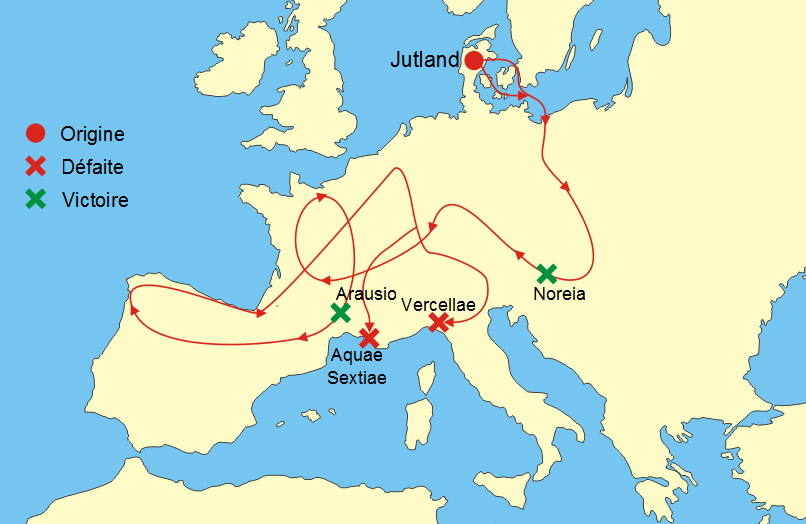
Les Cimbres traversent le pays vascon (-104).
Conquête romaine (-100). Au cours de la guerre sertorienne, Pompeius Magnus installe ses quartiers d'hiver chez les Vascons et fonde Pampelune (-75)
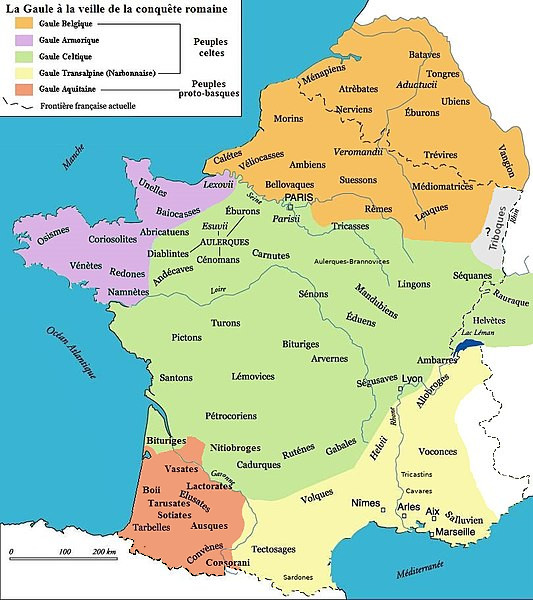
Situation avant le début de la guerre des Gaules (-100).
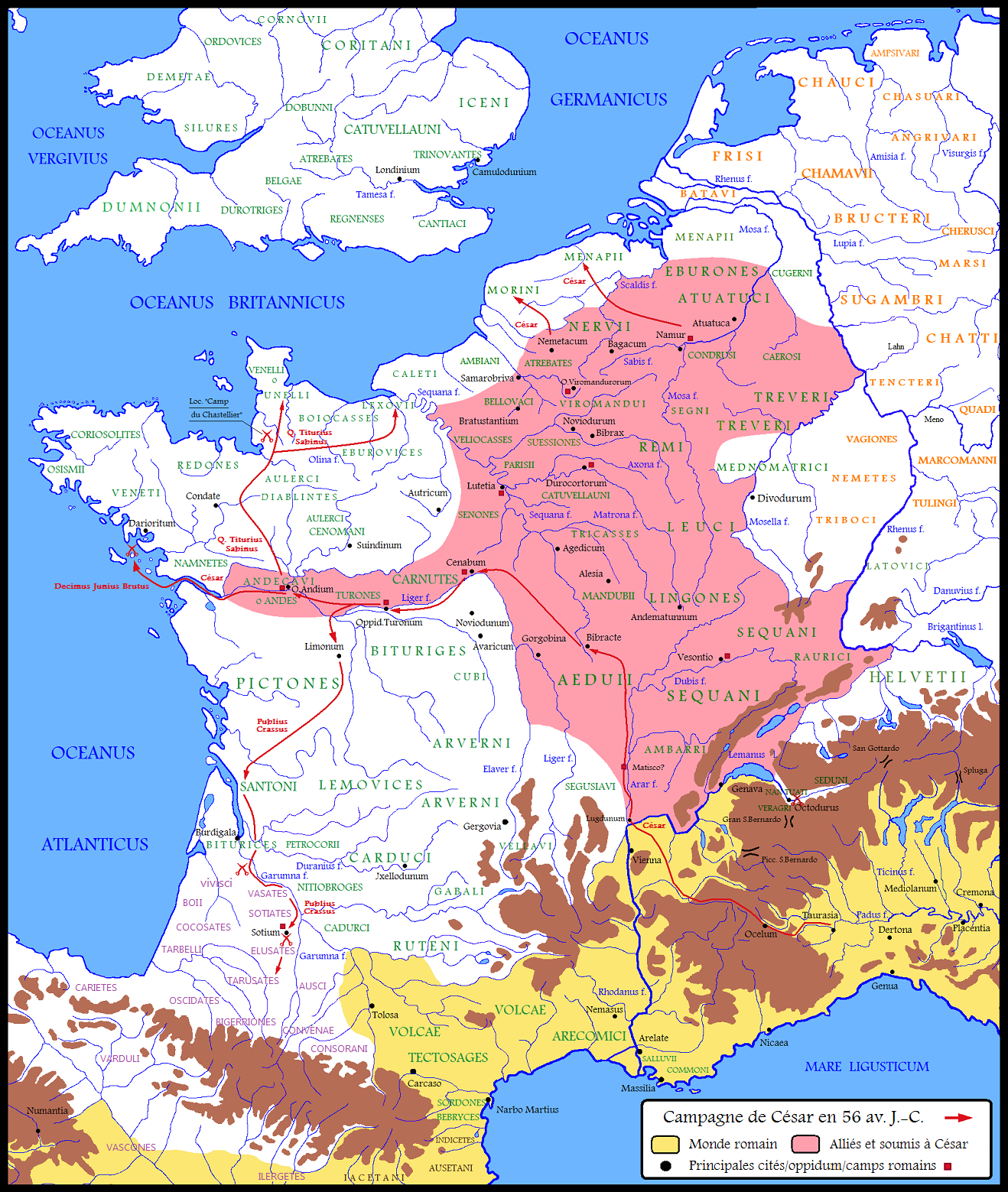
Campagne de Publius Crassus (-56).
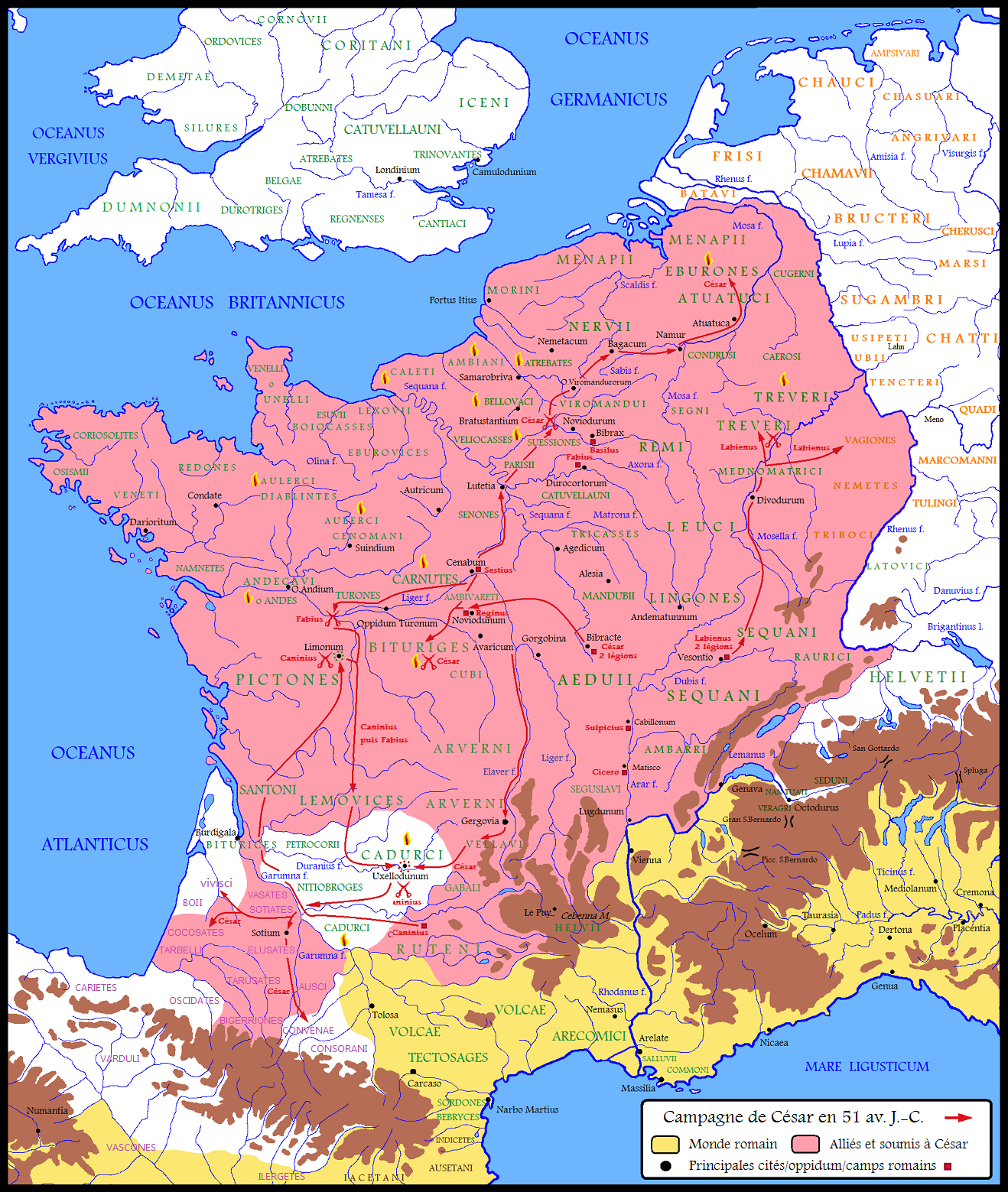
Campagne de Jules César (-51).
Situation à la mort de Jules César (-44).
Le pays vascon sert de base lors des guerres cantabres (-25).
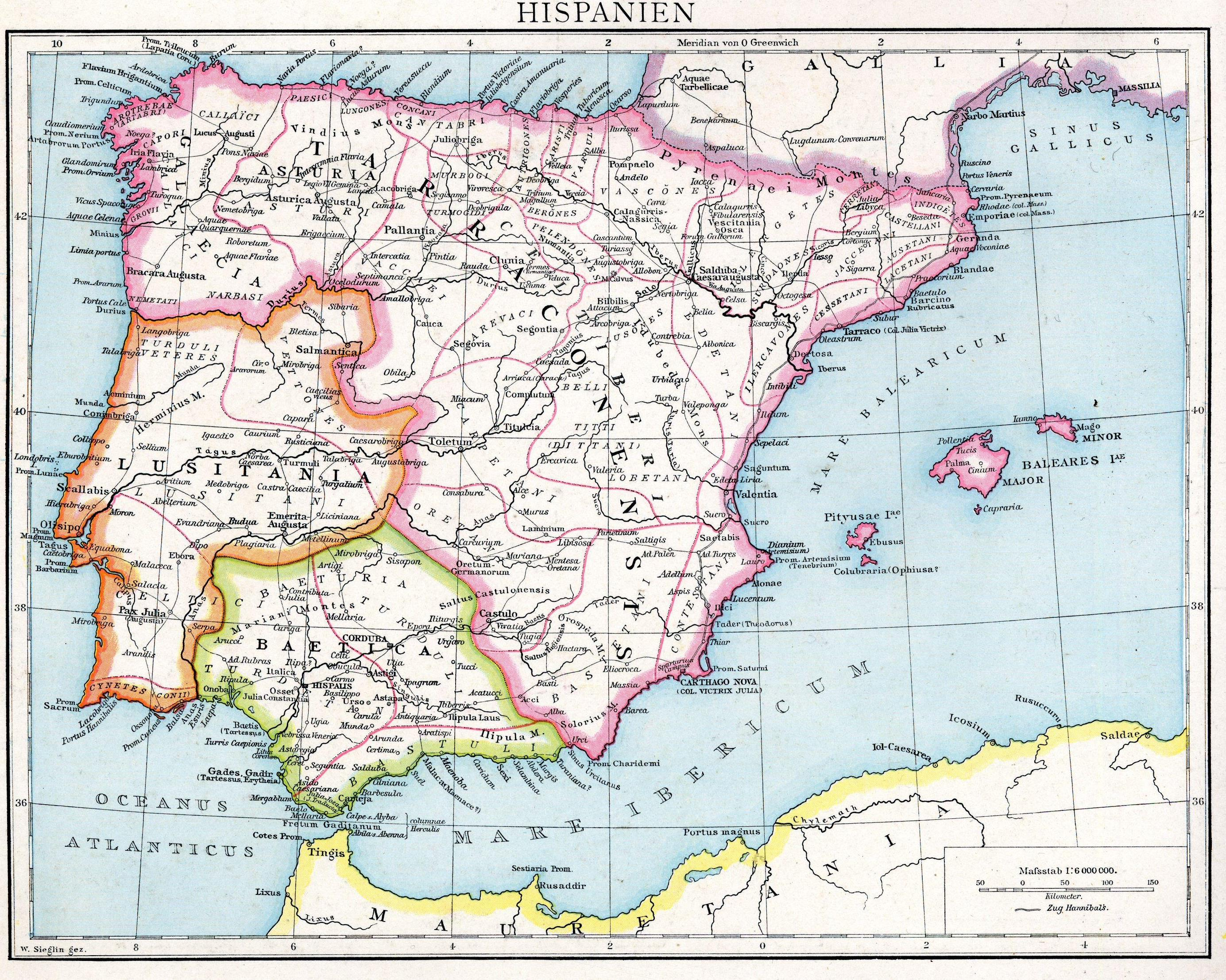
Au sud des Pyrénées, les Vascons sont intégrés dans la province romaine de Tarraconaise.
A nord, les Aquitains (proto-basques) sont intégrés dans la province romaine élargie de Gaule aquitaine et se trouvent minoritaires par rapport aux Celtes.
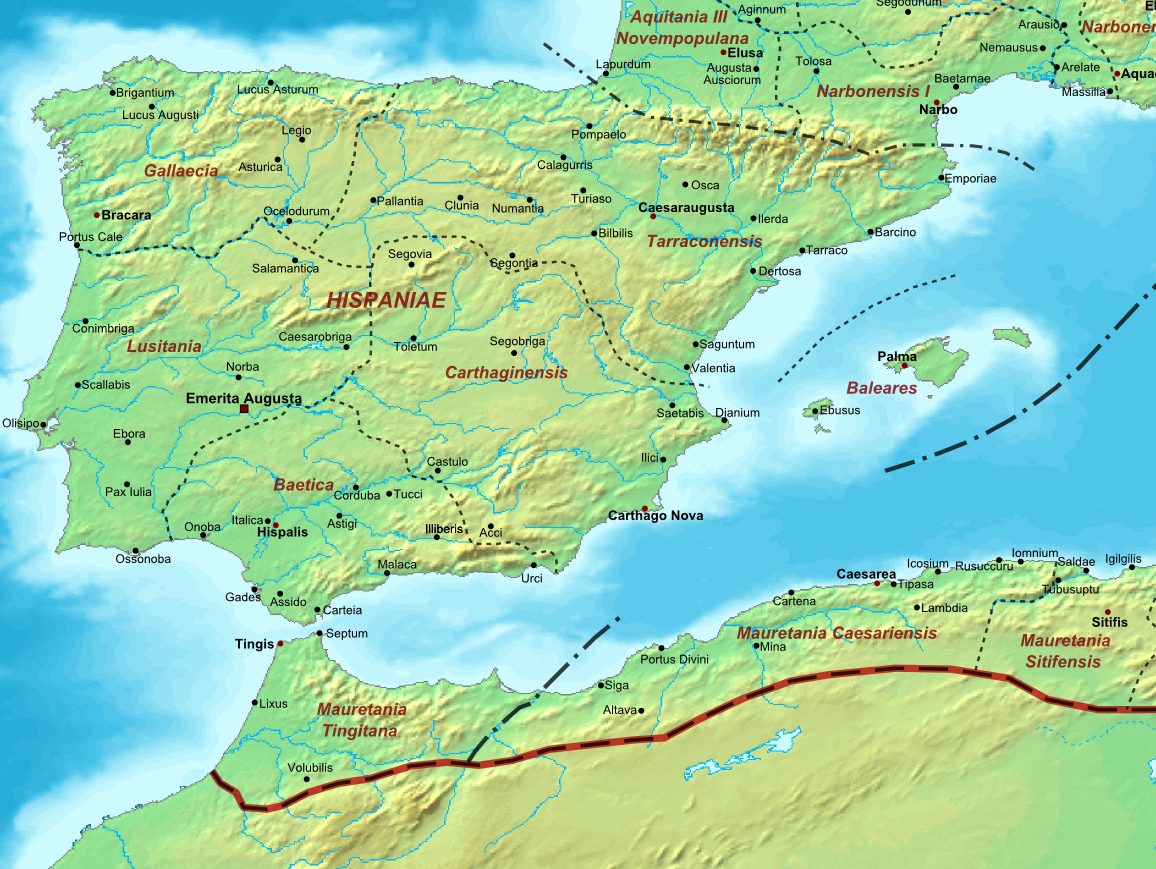
Sous Dioclétien, les Aquitains (proto-basques) obtiennent au nord la formation d'une province "ethnique" (Novempopulanie), tandis que la Tarraconaise est réduite à la vallée de l'Ébre.

Les sources classiques d'étude de l'histoire des Basques sont des auteurs comme Strabon, qui signale dès le Ier siècle av. J.-C. la présence d'un peuple appelé les Vascons au Nord de ce que sont aujourd'hui les provinces espagnoles de Navarre et d'Aragon. Ce qui touche à cette partie de l'histoire du peuple basque est fondé surtout sur les apports des historiens et narrateurs romains de l'époque (à savoir Ptolémée, Pline, Tite-Live ou même Jules César), qui constituent les seules sources écrites. En effet, on ne connaît pour le moment aucun écrit historique provenant des peuples natifs de ces territoires, et ce qui est déduit des découvertes archéologiques effectuées sur tout le territoire confirme de manière habituelle les récits des anciens.
Le premier contact entre Basques et Romains est antérieur à l'arrivée de ces derniers dans le territoire basque, puisqu'il est établi que des mercenaires basques combattent aux côtés d'Hannibal Barca durant la deuxième guerre punique, ce qui apparaît dans de nombreux vers narrant diverses batailles tirés du poème Punica de Silius Italicus (26-101), entre autres : « Ni les cerretains, autrefois un campement du héros de Tirinte, ni le Basque, non accoutumé au casque, n'hésiteront à prendre les armes ».

« Et quand Caton, oublieux de son âge avancé, emplit son esprit d'une ardeur guerrière, vint combattre, se lança contre les ennemis et enleva de ses armes mortifères le jeune, poursuivit par l'agile basque et par le cantabre avec une pluie de flèches »[réf. nécessaire].
Quand Hasdrubal Barca vient à l'aide de son frère, à la fin de l'affrontement avec les Romains, il le fait au travers du pays des Vascons et continue par le sud des Gaules, recrutant de nouvelles troupes parmi leurs peuples.
Il est possible, ou du moins c'est ainsi que le considèrent certains historiens, que cette connaissance du pouvoir militaire de Rome conduit les Vascons à collaborer quand les troupes romaines arrivèrent sur leur territoire au lieu de les affronter. Par conséquent, et comme récompense pour cette collaboration, les Romains abandonnent aux Vascons certaines des cités qu'ils conquièrent par la force sur d'autres peuples.
Selon Tite-Live, en l'an 194 avant notre ère, le consul Marcus Porcius Caton prit Jaca par ruse. Ultérieurement, en l'an 186 av. J.-C., le préteur L. Manlius Acidinus vainquit les Celtibères près de Calahorra. Et en 178 av. J.-C., la fondation de Gracurris (actuellement Alfaro) sur les ruines d'Ilurcis par Ti. Sempronius Gracchus marque le début de la romanisation basque.
Les Romains indiquent l'existence de nombreuses tribus : Autrigons, Caristes, Vardules, Bérons, Vascons et Aquitaines, et bien qu'il ne soit pas dit concrètement s'il s'agit de différentes dénominations pour un même peuple, ils les englobaient tous dans ce qu'ils appelaient le Vasconum[réf. nécessaire], lequel les divisait en même temps en Saltus et Ager, laissant entendre qu'il en était ainsi. La dénomination Vasconum saltus correspond au nord du territoire et comprend Biscaye, Guipuscoa, le Pays basque français actuel, la partie la plus orientale de Cantabrie, le nord-est de l'Aragon, et le nord de l'Alava et de la Navarre; cette zone est un territoire d'exploitation forestière et d'habitation, mais surtout de quelques mines (Triano et Aldituri) et carrières; les ruines découvertes sont très éparses, bien que chaque fois elles apparaissent en plus grand nombre. L'Ager Vasconum inclut l'Alava, le sud de la Navarre, la Rioja, le nord de Burgos et le sud-ouest de l'Aragon; cette région compte les installations les plus importantes et les plus nombreuses et la plus grande exploitation.

### Les peuples
Les Autrigons constituaient le peuple le plus occidental de tous ceux cités avec les Cantabres à l'ouest et les Turmiges au sud, les Caristes et les Bérons à l'est; ils s'étendaient entre l'Ason et le Nervion, bien qu'ultérieurement leurs domaines, probablement accordés par Auguste après la victoire sur les Cantabres, aient été établis de la corne cantabrique jusqu'à la Deba quasiment. Leur cité principale était Uirovesca (Briviesca). Il existait d'autres cités importantes comme Tricio, en Rioja, et sur la côte, Flaviobriga (Castro-Urdiales) la dernière colonie fondée par les Romains en Hispanie, ou encore Osma de Valdegovia, Poza de la Sal et dans l'embouchure de la Nerua (Nervion) un port, comme le montrent des monnaies découvertes dans la barre de Portugalete et à Bilbao. Florus et Orosius racontent qu'ils étaient fréquemment attaqués par les Cantabres, pour leur collaboration probable avec Auguste pendant les guerres cantabres qui leur valut de recevoir des cités en récompense.
Les Caristes étaient établis entre la rivière Nervion et l'embouchure de la Deba, et étaient donc voisins des Autrigons à l'ouest et des Vardules à l'est, sans que les limites de leurs territoires soient clairement définies. Ils possédèrent un port sur la Deba et Forua, près de Guernica, où furent exhumés des restes d'un four pour la fonte du fer et d'une chaussée ; il y a également des ruines à Arrigorriaga et Lemoa. Ptolémée indique que leurs cités principales étaient Suestasion et Tullica, sans toutefois en localiser aucune, et Veleia. Cette dernière est l'actuelle Iruña, près de Vitoria-Gasteiz, dans laquelle on a découvert les restes d'une ville avec des murailles et des ponts, ainsi que d'autres vestiges.
Les Vardules étaient frontaliers des Caristes à l'ouest, des Vascons à l'est et des Bérons au sud ; ils s'établirent sur la côte jusqu'au promontoire des Pyrénées, à l'exception d'Oiasso (Irun) qui était le débouché des Vascons sur la mer, alors qu'à l'intérieur des terres les frontières étaient plus floues. Ptolémée parle de nombreuses cités qui n'ont toujours pas été localisées : Menosca sur la côte, Gebala, Trutium Tubicorum, Thabuca, Alba et Tullionum à l'intérieur. Les ruines exhumées sur ce territoire sont rares, quelques-unes à Saint-Sébastien, Zarautz et Azkoitia, même si l'on sait que les mines des Peñas de Aya étaient exploitées.
Les Bérons occupaient une bonne partie de l'actuelle Rioja. Il paraît évident qu'ils constituaient un peuple celte assez pur, si l'on se base sur les vestiges archéologiques répartis sur tout le territoire. Il est probable que des cités comme Gracurris et Calagurris furent, après avoir été vaincues par les Romains, octroyées aux Vascons pour leur collaboration, et que ce fut le cas pour le reste du territoire.
Les Vascons furent les premiers à être étudiés et sont parmi ceux que l'on connaît le mieux. Ils étaient le peuple le plus oriental, se situant sur un territoire comparable à la Navarre, mais augmenté de terres aragonaises comme la vallée supérieure de la rivière Aragon et la contrée comprise entre Sos del Rey Católico et Alagón, passant par Ejea de los Caballeros à proximité de Saragosse et par le sud avec la vallée de l'Ebre riojain. Dans cette zone ont été exhumés d'innombrables vestiges archéologiques de cette époque. Leurs cités les plus importantes furent Pompaelo (Pampelune), Gracurris (Alfaro), Cascantum (Cascante) et surtout Calagurris (Calahorra) qui possédait le titre de munucipium civium Romanorum, qui la consacre comme cité vasconne la plus importante, et qui leur fut concédée par Octave (Auguste) comme récompense aux soldats calagurritains qui formaient sa garde personnelle lors de sa victoire sur Marc-Antoine et Cléopâtre à Actium.
Les Aquitains furent le dernier de ces peuples à être conquis par les Romains. Afin d'empêcher que les Aquitains puissent aider les Gaulois contre qui il luttait à ce moment, Jules César demanda à son lieutenant Publius Licinius Crassus de conquérir l'Aquitaine en -56. En les attaquant par surprise avec dix cohortes légionnaires et une cavalerie nombreuse, il vainquit les Sociates (qui apparaissaient comme la tribu la plus puissante) conduits par Adiatuanos. Peu après apparut la première trace d'union entre tribus de part et d'autre des Pyrénées, au début sous la forme d'une révolte commune contre les Romains, propagée par différents peuples aquitains qui cherchèrent de l'aide de l'autre côté des Pyrénées parmi ceux qui avaient lutté côte à côte à Sertorio et connaissaient les tactiques militaires romaines. Ils furent malgré cela battus lors d'une bataille champêtre en septembre de la même année. L'Aquitaine s'étendait, selon César, « de la Garonne aux Pyrénées, et jusqu'à la partie océanique de l'Hispanie » et « était orientée de la tanière du soleil vers le Nord »[réf. nécessaire]. Plus tard, Auguste lui annexa les peuples situés entre la Loire et la Garonne, constituant ainsi la Novempopulanie.

### Le territoire vascon

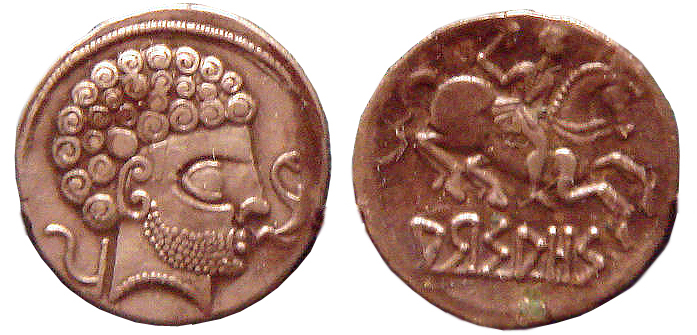
Monnaies d'Arsaos en Navarre (actuellement en Espagne) de -100, monnaie en argent d'origine vasconne (proto-basque) d'influence romaine.

Le territoire vascon fut profondément impliqué dans les guerres sertoriennes. Ainsi, en l'an 77 av. J.-C., Sertorius s'installa dans la vallée de l'Èbre et établit ses quartiers à Osca pour contrôler de cette manière l'aire Ilerda-Osca-Calagurris. Cette même année, Pompée, envoyé par Rome, arriva en traversant le col du Perthus, ce qui attira la sympathie de nombreux Vascons, particulièrement dans la zone de l'Èbre. Cette arrivée provoqua la scission des cités proches en partis différents : Calagurris resta fidèle à Sertorius, Gracurris se soumit à Rome, faisant de la zone de l'Èbre la zone la plus explosive à cause des affrontements entre les deux partis.
Durant l'hiver -75 plus précisément, Pompée, cherchant refuge dans le territoire vascon pour passer l'hiver et restaurer ses troupes - et ses finances - créa la cité de Pompaelo (future Pampelune). Appien et Florus indiquent qu'en -74 Sertorius envoya 3 000 soldats entre les troupes de Metelus et de Pompée qui assiégeaient Calahorra, la libérant du même coup. Un an après, Calagurris fut aussi assiégée mais, cette fois-ci, Sertorius ne put accourir à l'aide. Il fut ensuite assassiné lors d'une trahison en -72 à Osca, la dernière place fidèle à son idéal. Ce siège, mené par Afrianus, général de Pompée, dura jusqu'en -67, poussant ses habitants à des extrémités comme se nourrir des cadavres, et devint un lieu commun de la littérature de l'époque, au travers des œuvres de Salaustius, Florus, Valère Maxime (qui indiqua que « comme ils ne trouvaient plus d'autres animaux en leur cité, ils se convertirent à la funeste consommation de leurs femmes et enfants, y compris, pour que la jeunesse puisse nourrir ses entrailles avec celles des leurs, n'hésitèrent pas à mettre dans le sel les sinistres restes des cadavres »), Juvénal et Orosius.
Cinq des trente-quatre chemins de l'Itinéraire d'Antonin passaient par les territoires vascons, le plus important étant le XXXIVe qui liait Arturica (Astorga) à Burdigala (Bordeaux) en passant par Velegia et Pompaleo. La zone comprise entre cette route et la XXXIIe, qui passait par Calagurris, devait probablement comprendre de nombreux sentiers mineurs, fonds et villes, d'après la quantité de vestiges découverts dans cette zone.
Il y a eu constance de la présence des Vascons dans l'armée romaine au moins à partir du Ier siècle av. J.-C., autant en cohortes qu'en légions, ainsi que chez les Prétoriens. Il y a eu aussi des cohortes basques : la I Fida Vardullorum equitania fut constituée pour la Bretagne entre les Ier et IIIe siècles au moins, et le fait qu'elle fut affublée du nombre cardinal I laisse supposer qu'il en existait plus, comme l'attestent des diplômes et inscriptions (une inscription de l'époque de Trajan la dénommait I Fida Vardullorum Civium Romanorum, ce qui indiquait que ses membres étaient citoyens romains). La Cohors II Vasconum Civium Romanorum était destinée à la Germanie, où Tacite narre son intervention valeureuse en 70 qui a permis de sauver la situation compromise que rencontrait le légat Vocula, établi près de Novesio (maintenant Neuss, Bas-Rhin[réf. nécessaire]) et qui fut attaqué par les supplétifs durant les révoltes de l'Empire de 69. Cette cohorte fut ensuite dirigée sur la Bretagne puis en 156 sur la Maurétanie Tingitane. Le préteur Cassius Longinus possédait une garde personnelle constituée de Bérons, qui lui sauvèrent la vie lors d'un attentat en 48. Auguste en eut une formée de Vascons calagurritains qui furent licenciés après avoir vaincu Marc-Antoine. La coutume des gardes personnelles formées d'Hispaniques était commune parmi les généraux, en raison de leur fidélité envers leurs chefs.
Parmi les Aquitains fut constituée, entre autres, la Cohors I Aquitanorum.

## Le Moyen Âge

### Période d'indépendance des Basques

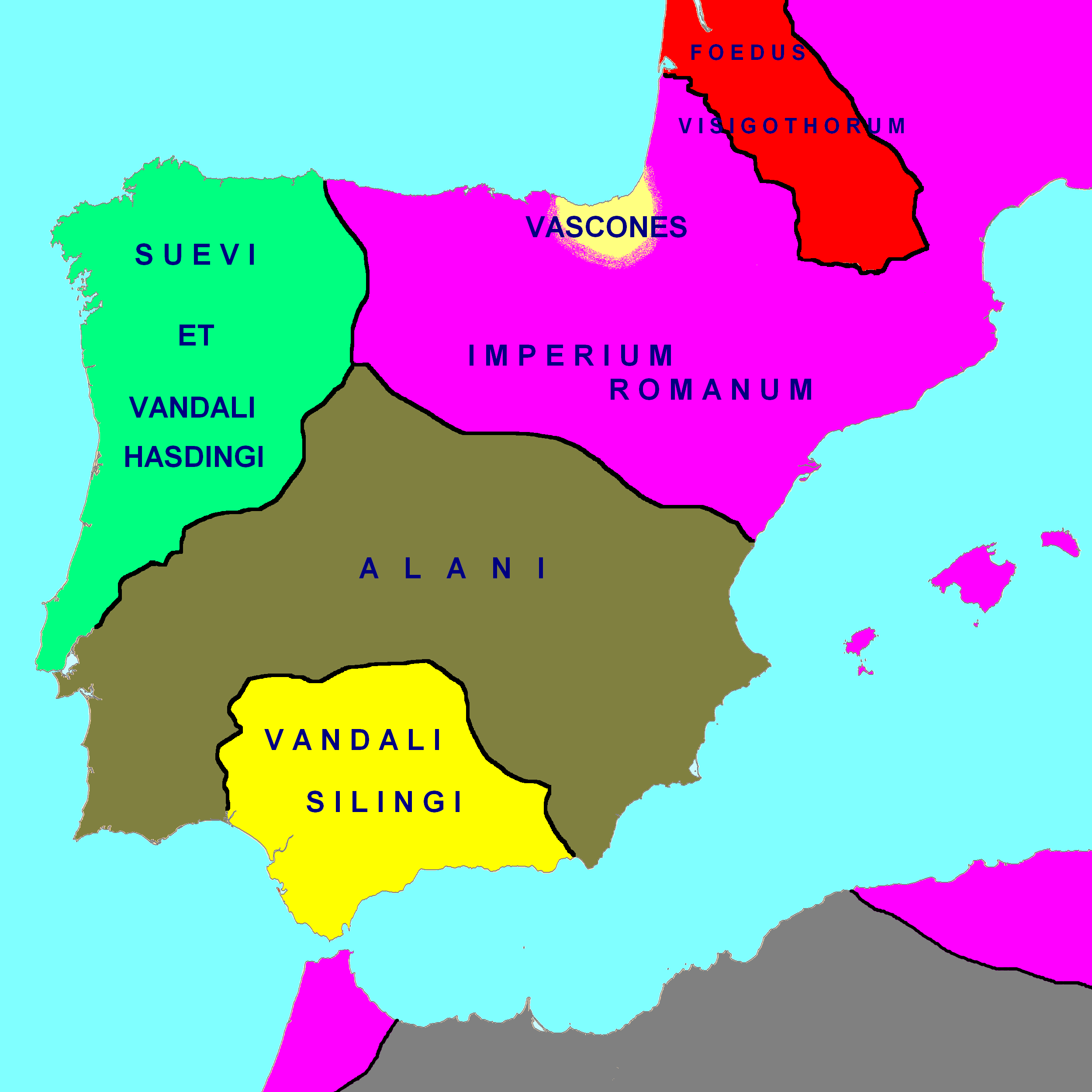
Les vascons obtiennent de l'empereur Honorius l'autorisation d'organiser leur propre défense après le passage en 409 des Vandales, Alains et Suèves désormais établis en Hispanie et l'installation des "alliés" Visigoths en Aquitaine en 418.
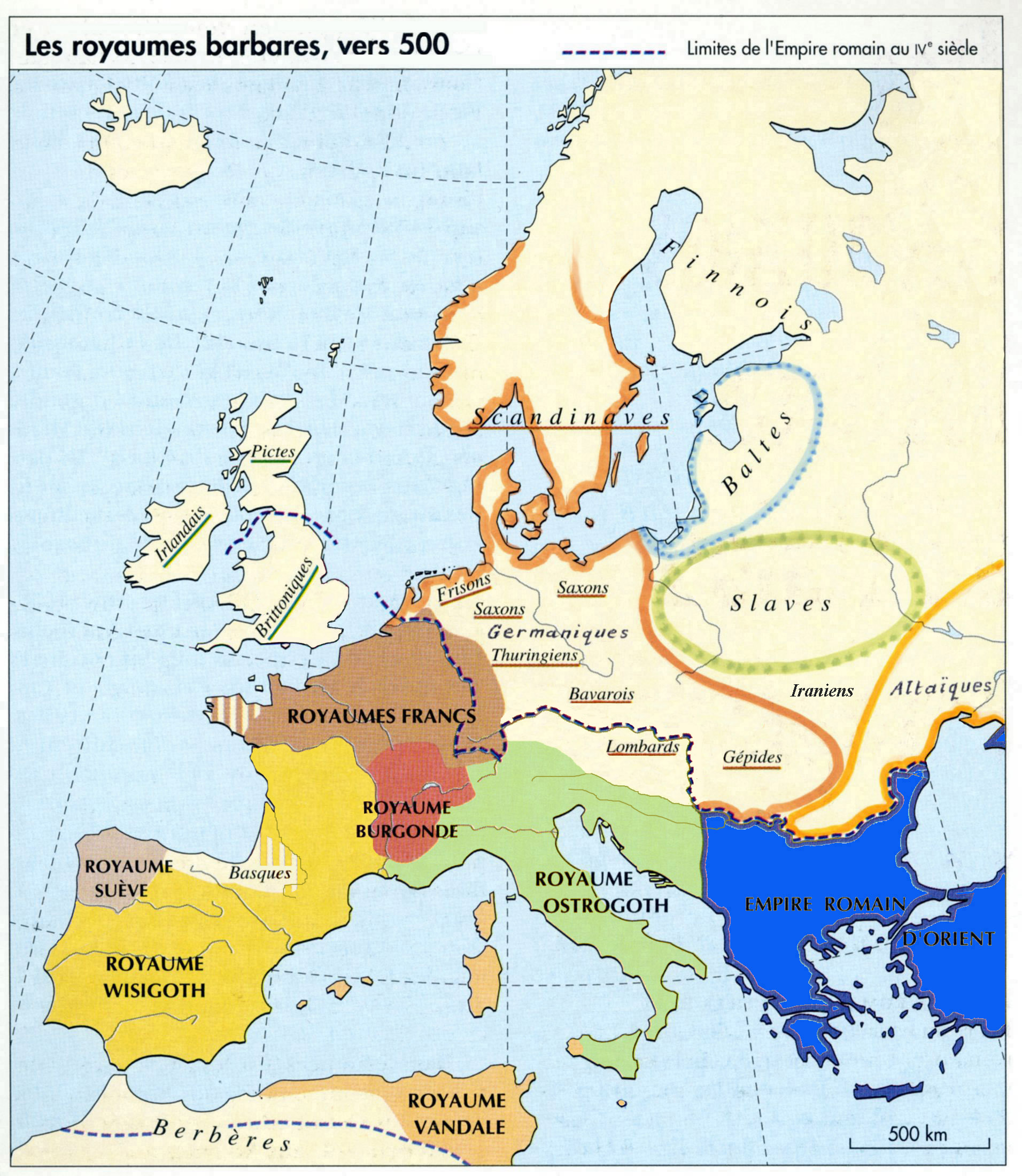
Les Basques, livrés à eux-mêmes après la chute de Rome (476) et l'occupation de la Tarraconaise par les Visigoths.
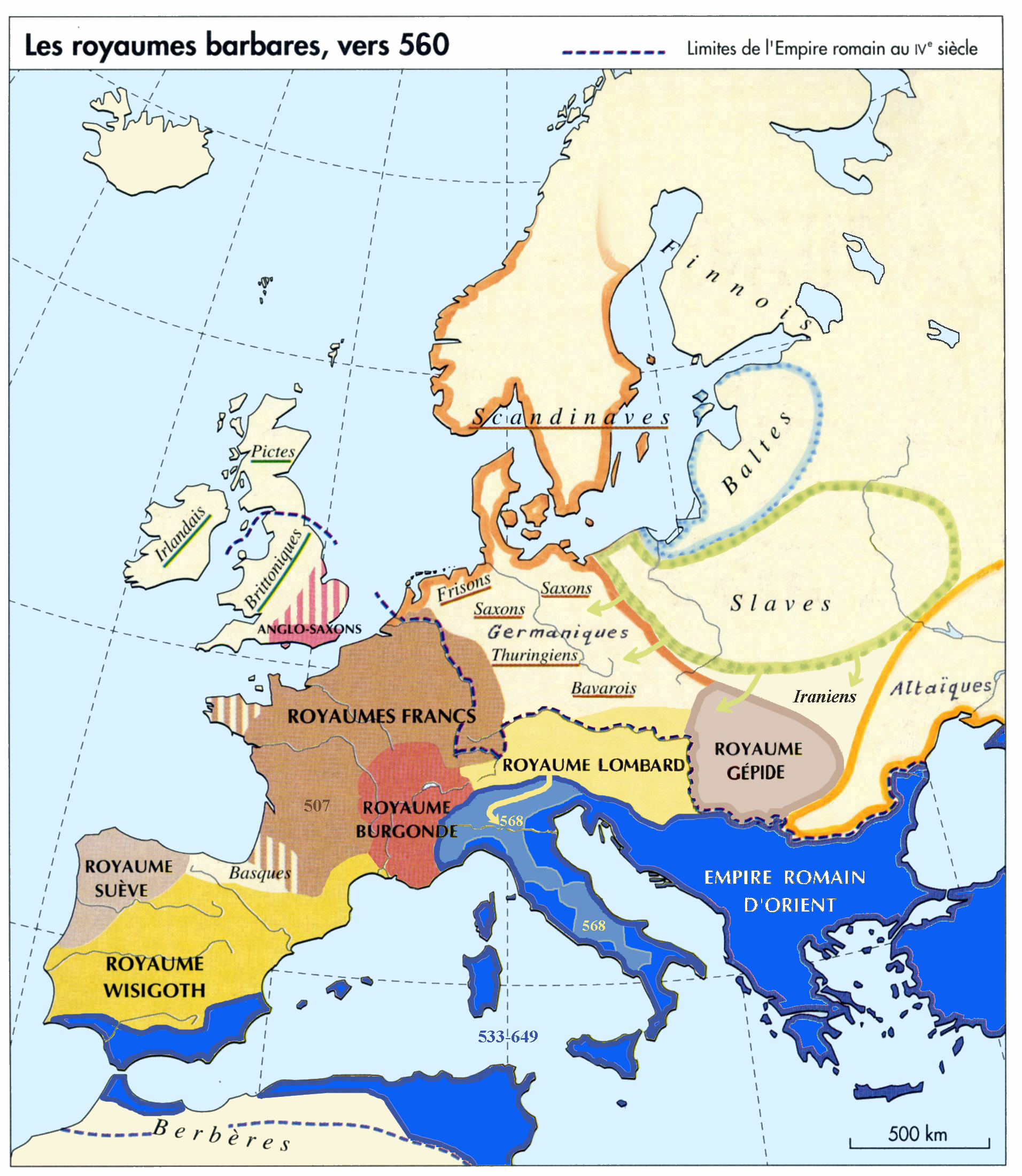
Les Basques, alliés objectifs de l'Empire d'Orient sous Justinien qui a reconquis la province d'Hispanie.
Ephémère royaume d'Aquitaine (629-632) de Caribert, correspondant en fait à la Vasconie.
Les musulmans anéantissent les Visigoths (711) et interviennent en Vasconie.
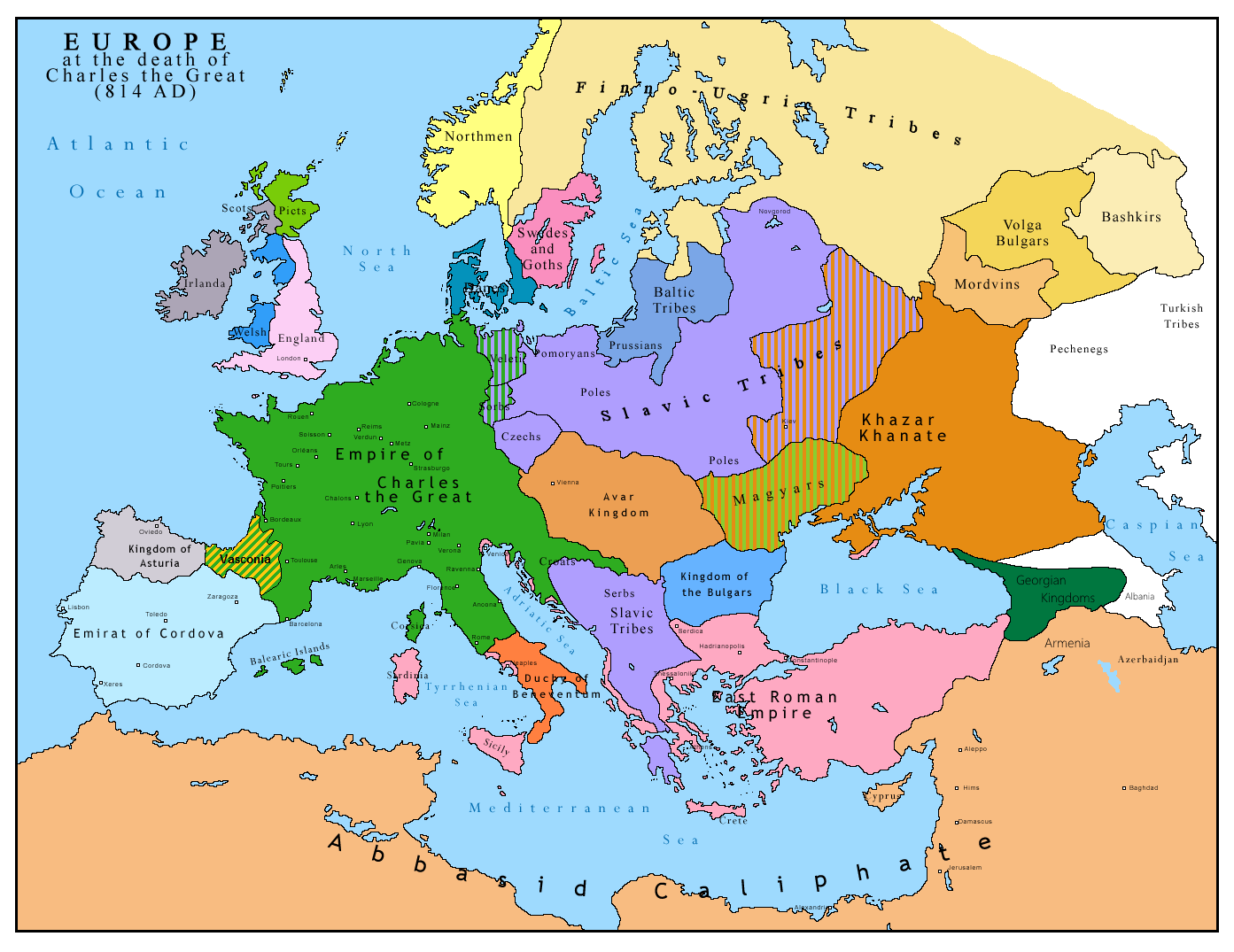
Les Basques combattent l'autorité carolingienne et fondent un royaume national en Navarre (824), concurrent du royaume carolingien d'Aquitaine.
Les Vikings attaquent régulièrement le littoral basque. Ils rançonnent le roi Garcia Ier en 860. Ils seront battus en 982 à Taller par Guillaume Sanche de Vasconie.
Le royaume de Navarre en 910 (règne de Sanche Ier). Les Banu Qasi sont des parents et alliés de la Navarre.
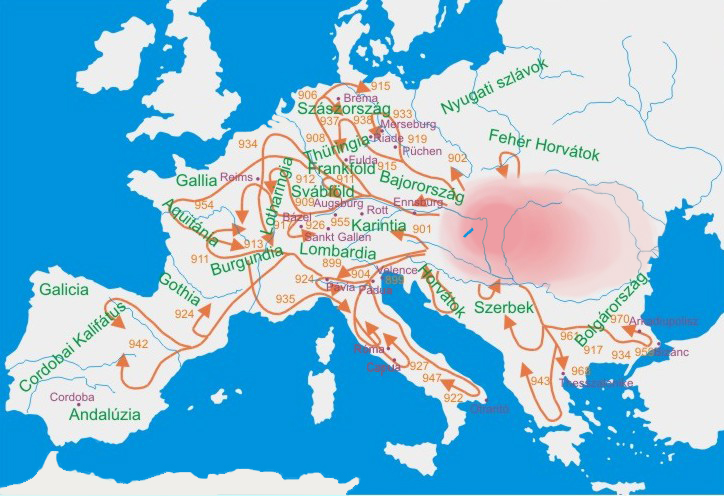
Comme le reste de l'Europe le royaume de Navarre n'est pas épargné par les expéditions magyares (règne de Garcia II).
Le royaume de Navarre en 1000 (règne de Garcia III).
Apogée du royaume de Navarre en 1030 (règne de Sanche III).
La Navarre en 1037 (règne de Garcia IV). Castille et Aragon vont bientôt se soustraire à son autorité (1054).
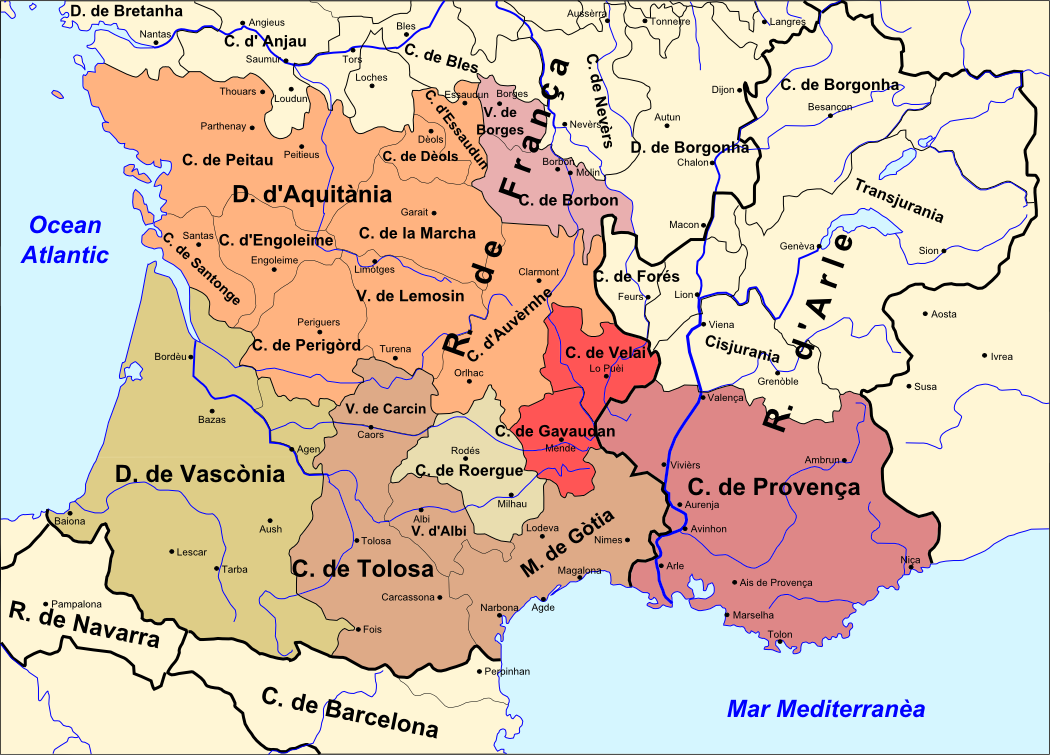
La Navarre affaiblie ne peut empêcher le duché de Vasconie de passer sous la domination du duché d'Aquitaine (1062, défaite de Bernard de Vasconie, cousin du roi de Navarre).
La Navarre en 1150 (règne de Sanche VI).
Perte de l'Alava et du Guipuscoa en 1200 à la suite de la conquête par la Castille (règne de Sanche VII). Charles II parviendra à les reconquérir provisoirement (1368-1373).
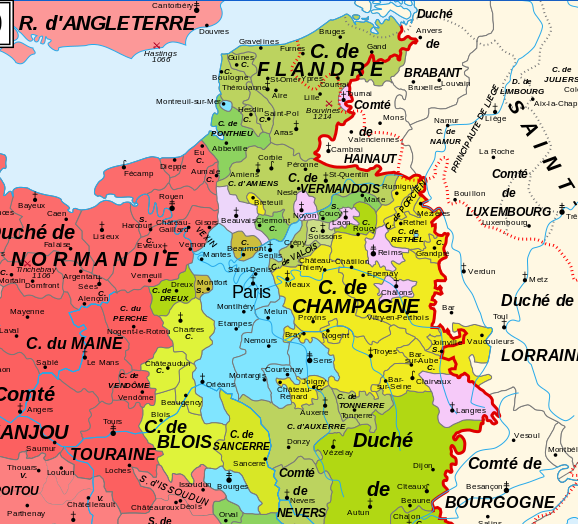
À partir de 1234, le roi de Navarre est également comte de Champagne (règne de Thibaut Ier de Navarre).
La Navarre et ses possessions françaises en 1360 (règne de Charles II).
Le royaume de Navarre et ses voisins en 1480 (règne de François Phébus). La Castille et l'Aragon vont bientôt s'unir et conquérir Grenade. La Navarre va se retrouver prise en étau entre la France et l'Espagne.
Les territoires situés au sud des Pyrénées ayant été conquis par l'Espagne, Henri II ne règne que sur la seule Basse-Navarre et les territoires des maisons de Foix et d'Albret (1530).
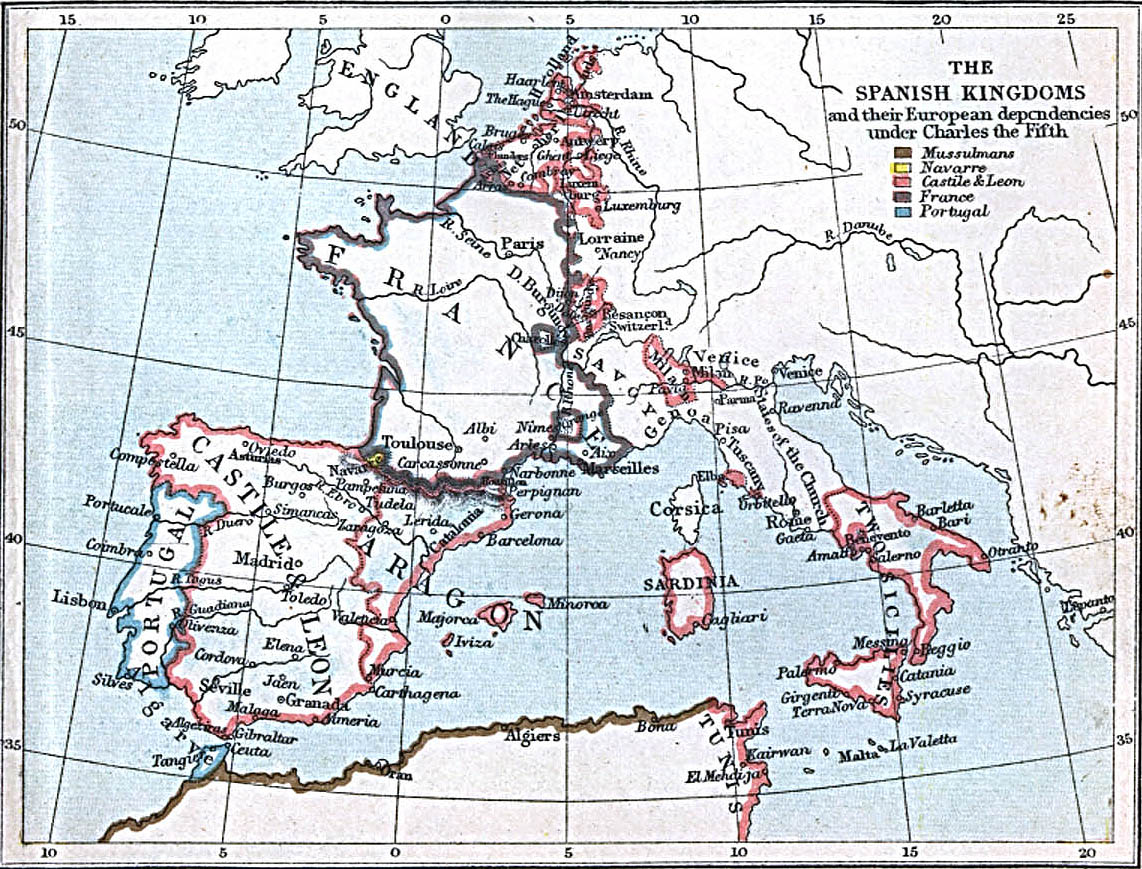
Le royaume de (Basse-) Navarre (1517-1620), dernier État basque indépendant. Henri III de Navarre étant devenu roi de France (1589), sous ses successeurs la Navarre disparait finalement de la scène internationale et les Basques tentent désormais de survivre en tant que nation.

Il n'y a quasiment aucune trace historique du Pays basque (ni de la quasi-totalité de la côte cantabrique) à partir de la chute de l'Empire romain et de l'invasion des peuples germaniques. Le fait d'être sur un territoire isolé au milieu d'un grand empire implique pour les Vascons d'être confrontés dans les zones frontières à deux voisins belliqueux : les royaumes Francs et Wisigoths. Le Pays basque devint ainsi un territoire de grande valeur stratégique désiré par les deux adversaires. Son terrain accidenté est de plus idéal pour le brigandage et la guérilla, ce qui peut expliquer la survie des Basques malgré l'oppression menée par leurs voisins : ils n'avaient qu'à se réfugier dans les montagnes et à y attendre que la menace disparaisse. Selon l'hypothèse de la vasconisation tardive, c'est à cette époque que les Aquitains émigrèrent vers le Pays basque actuel, en apportant leur langue.
La chute de l'empire romain a ouvert la voie à l'établissement et à la pérennisation des royaumes Wisigoths et Francs, ainsi qu'à l'implantation au Nord des Pyrénées du duché de Vasconie. Ce duché, établi sur l'ancienne Novempopulania romaine (entre Garonne et Pyrénées), parvint à obtenir une certaine indépendance vis-à-vis des Francs par son union au duché d'Aquitaine (entre Garonne et Loire).
Au VIIIe siècle, l'invasion musulmane provenant du sud concentra la population chrétienne dans la pointe nord, laquelle, en raison de son relief difficile, a toujours été très imperméable à une quelconque influence extérieure. Au sud des Pyrénées se forma chez les Vascons le « royaume de Pampelune », qui devint après la conquête de Najera le « royaume de Najera-Pampelune », prélude au futur royaume de Navarre.

### L'invasion musulmane
Bien que chrétiens, les Basques ou Vascons résistèrent aux côtés des Aquitains à l'avancée musulmane lors de la bataille de Toulouse (721), toutefois la seconde charge en 732 ne put être repoussée lors de la bataille de Bordeaux et fut seulement arrêtée par les troupes franques lors de la bataille de Poitiers (732). Les musulmans arriveront rapidement en Navarre après leur entrée dans la péninsule en 714.
En 718, la garnison wisigothe de Pampelune capitula. Les musulmans contrôlèrent ainsi le passage des Pyrénées. Personne ne put résister à leur avancée dans la péninsule, à l'exception de Pélage le Conquérant à la tête des Asturiens qui, en 722, fonda le Royaume des Asturies dans le nord verdoyant des montagnes cantabriques. Alphonse Ier des Asturies, dont le règne dura de 739 à 757, étendit son royaume, dominant les territoires de la Galice à l'Alava.
Pampelune fut conquise en 778 par Charlemagne, qui détruisit alors les murailles qui l'entouraient. La Navarre, anciennement royaume de Pampelune n'acquit une certaine indépendance qu'à partir du moment où Iñigo Arista se proclama roi de Pampelune entre 810 et 820.

### Roncevaux

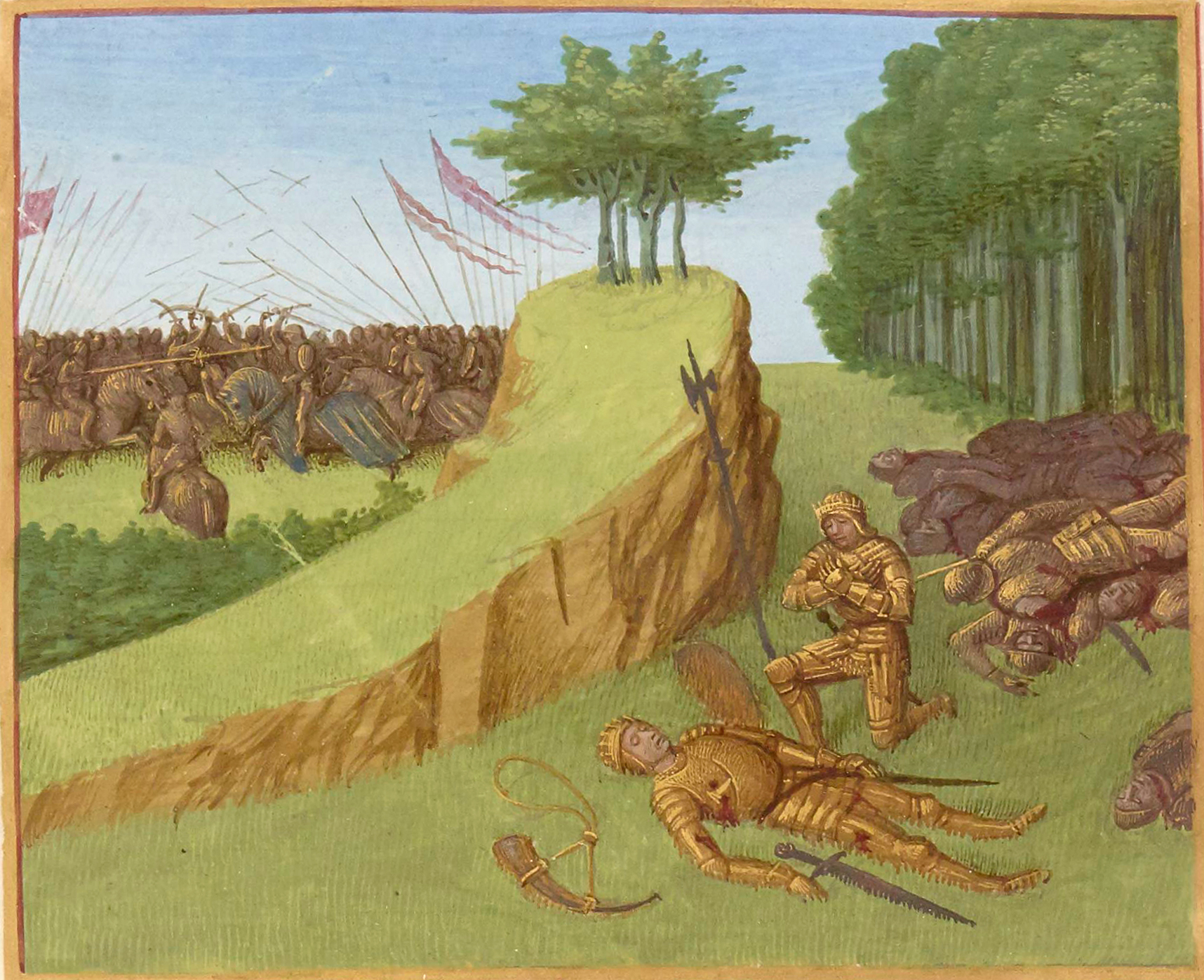
Mort de Roland à la bataille de Roncevaux en 778.

En 778 eut lieu la bataille de Roncevaux. Les Vascons attaquèrent l'arrière-garde de l'armée franque de Charlemagne, privant ainsi de sa protection la constitution d'une zone d'influence carolingienne dans la vallée de l'Ebre, similaire aux marches hispaniques de Catalogne. Cette bataille donna naissance à la fameuse Chanson de Roland.
L'armée de Charlemagne subit un dur revers à Roncevaux. On ignore qui furent très précisément les attaquants, et les historiens sont partagés entre trois hypothèses distinctes. La première suppose une coalition de Vascons et de musulmans ; la seconde une alliance des Vascons des deux côtés des Pyrénées, et, la troisième, des Vascons d'outre-Pyrénées mécontents du renforcement du régime franc en Aquitaine. Il existe d'autres hypothèses, très tardives, et peu suivies par les historiens actuels, qui indiquent que ce furent seulement les musulmans, comme dans la Chanson de Roland, créée 4 siècles après la bataille.
La version généralement admise est la suivante : après que les Francs de Charlemagne eurent envahi le nord de l'Espagne, ils retournèrent vers la France en pillant le Pays Basque et notamment Pampelune. En réponse, les Basques interceptèrent l'armée franque quand ils passèrent par le passage montagnard de Roncevaux. Malgré leur armement réduit et le faible nombre de combattants, les Basques détruiront une grande partie de l'arrière-garde franque lors de la bataille de Roncevaux.
Tous les peuples proches des Pyrénées reçurent l'aide de Charlemagne pour pouvoir se renforcer, puisque les Francs désiraient que les chrétiens des Pyrénées soient assez fort pour contrôler les musulmans. Il semble qu'ils offrirent à Charlemagne de lui remettre en mains propres la place de Saragosse, mais ils ne tinrent pas leur parole et molestèrent même le négociateur, un certain Suleiman, qui était gouverneur musulman de Barcelone. Lorsque l'empereur revint vers Pampelune avec de fortes troupes, en chemin, les fils de Suleiman avec leurs troupes libérèrent leur père prisonnier dans l'arrière-garde de l'armée lors d'une opération surprise rapide. Quand l'empereur arriva hâtivement à Pampelune, avec la crainte d'attaques musulmanes sur son arrière-garde, il reprit la garnison qu'il avait laissée là lors de son arrivée, puis détruisit et incendia la ville avant de tourner bride vers le Nord. Un groupe de Basques Navarrais lui tendit une embuscade en représailles au passage des Pyrénées à Roncevaux, attaquant l'arrière-garde franque encombrée du butin issu du pillage de Pampelune et lui causant de graves dommages. Cette défaite eut un grand retentissement à cause de la perte de nombreux nobles francs, et parmi eux le célèbre Roland, Marquis de Bretagne, qui rejoignirent ainsi la saga de l'armée de Charlemagne.
Ce fut la seule grande déroute que subit Charlemagne dans tout son règne. Les Francs l'immortaliseront en français dans la Chanson de Roland, une des œuvres majeures de la poésie médiévale.

### La reconquête
La quasi-totalité de la partie orientale du Pays basque actuel (Guipuscoa, Biscaye et Alava) fit alternativement partie du royaume de Navarre et du royaume de Castille et, en chaque cas, le roi se devait de respecter les fueros, c'est-à-dire les libertés, lois, traditions, franchises et traditions populaires. Les Basques prirent une part active lors de la Reconquista. Les terres frontalières d'Alava étant occupées, les rois voisins appelèrent les Basques à coloniser de nouveaux territoires, principalement en Rioja et certaines parties de Castille.
Dans des époques ultérieures, en participant aux expéditions castillanes les marins basques prirent une part active dans la reconquête de l'Andalousie. Ces mêmes marins commencèrent à chasser la baleine dès avant le IXe siècle. C'est pourquoi au moins six villes basques ont incorporé des baleines dans leurs blasons.

#### Navarre

Étendard médiéval des rois de Navarre.

Au IXe siècle, Iñigo "Aritza" (816-852) fut élu comme chef (buruzagi) pour lutter contre les Francs et fut couronné roi de Pampelune. Ce royaume, qui devint plus tard le Royaume de Navarre, s'allia avec le royaume Muladi (indigènes convertis) des Banu Qasi (les Cassii latino-hispaniques), dont la capitale était Tudèle et qui ne dépendait pas de Cordoue : ils scellèrent cette alliance moyennant des mariages croisés. Le royaume de Navarre s'étendit ainsi du sud jusqu'à au fleuve Èbre.
Dans la seconde moitié du IXe siècle et au Xe siècle, le royaume de Pampelune fut créé. À l'instar des comtés résultants de la division de la marche d'Espagne et du royaume des Asturies, il se comporta comme élément d'opposition frontale à l'Islam installé sur le territoire de la monarchie wisigoth, bien que les relations navarraises avec la famille muladi des Banu Qasi furent très étroites lors des premières années.
Sancho Ier Garcés, allié à Ordoño II de León, conquit Najera et, en 924, son fils García II Sánchez créa le royaume de Najera-Pampelune, accomplissement un travail de repeuplement et favorisant les nouvelles implantations et les monastères préexistants. Son successeur, Sancho II Garcés II, et Garcia III Sanchez II le Trembleur se virent obligés de capituler devant Almanzor et de payer tribut au Califat de Cordoue.
Avec Sanche III le Grand (1004-1035), le royaume de Najera-Pampelune atteint son extension territoriale maximale, recouvrant tout le tiers Nord de la péninsule, de ce qui est actuellement la Catalogne jusqu'à la Galice, de la Méditerranée à l'Atlantique. Lors de la réorganisation du royaume, il y eut probablement création de la vicomté de Labourd entre 1021 et 1021, avec résidence du vicomte à Bayonne, et de celui de Baztan jusqu'en 1025. À sa mort, le 4 octobre 1032, le duc de Gascogne Sanche V Guillaume avait étendu son autorité sur l'antique Vasconie ultra-pyrénéenne qui comprenait les Pyrénées et la Garonne, comme cela commençait à être mentionné dans ses documents. On peut alors dire que Sanche III bâtit le premier Empire hispanique et il fut désigné comme Rex Ibericus et Rex Navarrae Hispaniarum.

Le pays-Basque au moment de la Reconquista en 1035 à la mort de Sanche III.

Avant de mourir en 1035, il divisa ses territoires entre ses fils : l'aîné, Garcia IV, régna à Pampelune et hérita de quelques terres en Aragon et en Castille ; Fernando obtint une grande partie du comté de Castille ; Ramiro reçut des terres en Aragon et Navarre et Gonzalo des terres en Sobrarbe et autres points éloignés d'Aragon. De ce partage est issu la nouvelle structure politique du XIIe siècle, avec les royaumes de Navarre, Aragon et Castille.
La Castille s'affranchit de la primauté navarraise dès 1054 (bataille d'Atapuerca) et menace même l'existence du royaume (assassinat de Sanche IV en 1076).
Ces événements sont mis à profit par l'Aquitaine pour s'imposer définitivement en Gascogne (bataille de La Castelle, 1063).
Entre 1076 et 1134, le royaume de Pampelune fut uni à la couronne aragonaise de laquelle il se sépara sous le règne de Garcia V Ramirez le Restaurateur.
Cette réaffirmation nationale suscita une période de mise à l'index : dénigrements d'Aimery Picaud (1140), résolutions du concile du Latran (1179) et de recul territorial.
Sous Sanche VI le Sage (1150-1194), la dénomination « royaume de Navarre » remplace celle de « royaume de Pampelune ».
En 1200, Sanche VII le Fort (1194-1234), perd les territoires en Alava, Guipuscoa et Duranguesado, conquis par le monarque castillan Alphonse VIII, aidé par une grande partie de la petite noblesse alavaise (ils prirent Vitoria avec une armée à majorité alavaise). Au Guipuscoa, Alphonse VIII profita des désaccords entre le peuple et la noblesse (le roi castillan fonda de nombreuses villes comme compensation) et le Duranguesado fut octroyé comme récompense (une fois annexé) au seigneur de Biscaye comme récompense pour services rendus lors de la bataille de Las Navas de Tolosa.
La Navarre, déjà séparée des autres territoires péninsulaires du Pays basque (ou Euskal Herria), se vit obligée d'orienter sa politique d'expansion vers le nord et l'est, les territoires français d'Outreports  et la frange frontière avec l'Aragon.
Les pressions des Couronnes de Castille et d'Aragon firent qu'afin de survivre, la Navarre entra dans l'orbite de la France au décès de Sanche VII le Fort en 1234 sans postérité, par l'installation de la Maison de Champagne (1234-1274), et, ultérieurement, des Capétiens (1274-1328).
La Maison d'Évreux (1328-1425) inaugure une étape de relations péninsulaires et européennes intéressantes, particulièrement avec Charles II de Navarre « le Noble » (1387-1425) pour la prospérité matérielle et culturelle qui en découla.

#### Biscaye
Au haut Moyen Âge, la Biscaye, qui fut durant le bas Moyen Âge une seigneurie indépendante sous la tutelle du royaume de Navarre, s'unit volontairement au royaume de Castille. En 1076, le roi Alphonse VII de Castille prit la Biscaye au royaume de Navarre. Elle y fut réintégré en 1134.
Elle s'unira plus tard à nouveau à la Castille, à l'exception du Duranguesado qui en 1200 sera de nouveau conquis par les castillans, cette fois de manière définitive. En 1212, Alphonse VIII de Castille le céda au seigneur de Biscaye, Diego Lopez II de Haro, comme récompense à l'issue de la bataille de Las Navas de Tolosa. Cette union était conditionnée au respect, par le roi-Seigneur de Biscaye, des fors ou libertés des Biscayens.

#### Alava et Guipuscoa
L'Alava et le Guipuscoa faisaient partie du royaume de Navarre jusqu'à ce qu'ils forment une partie du royaume de Castille après la conquête menée par Alphonse VIII; ces faits sont relatés dans les actes castillans intitulés Narración de la Toma de Vitoria y Guipúzcoa Año 1199 (Récit de la Prise de Vitoria et du Guipuscoa en l'an 1199). Selon ces chroniques, cette prise de Vitoria serait en grande partie à la population qui peupla ultérieurement la province d'Alava, sous la direction de la petite noblesse d'Alava.
Au Guipuscoa, le roi castillan usa d'une stratégie contraire : au lieu de s'appuyer sur la loyauté de la noblesse, il s'assura la loyauté de la population qui était soumise à la noblesse : les rois castillans créèrent ainsi quatre villes en moins de 30 ans dans lesquelles les maires avaient juridictions civile et pénale. Cette situation fut amplifiée par l'octroi de fueros de la part du roi Charles I (plus connu sous le nom de Charles Quint), en accord avec l'appui donné par les habitants des Vascongadas (nom que reçurent les provinces basques jusqu'à Sabino Arana) et de Navarre lors de la guerra de los comuneros lors de laquelle des cités castillanes se rebellèrent contre les nouveaux impôts promulgués pour financer son couronnement comme Empereur du Saint-Empire romain germanique. Ici aussi le roi de Castille dut prêter serment de respecter les fors du Gipuzkoa et de l'Alaba.
Les Guipuscoans, les Alavais et les Biscayens, intégrés aux côtés de leurs voisins cantabres dans la Fraternité des Marismas, maintinrent des relations commerciales avec les Flandres et affrontèrent constamment les commerçants de Bayonne, jusqu'à arriver à des affrontements et pillages armés. Le pouvoir de cette fraternité était tel qu'elle se permettait d'établir des pactes avec les rois d'Angleterre.

## Dernière période d'indépendance

### Navarre

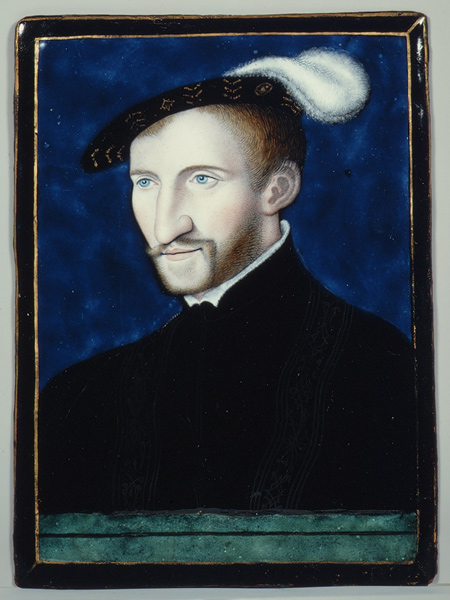
Henri d'Albret (1503-1555), roi de Navarre père d'Henri IV roi de France.

À la fin du Moyen Âge, Ferdinand le Catholique profita de la guerre civile qui déchirait la Navarre en la divisant en deux partis rivaux : les Agromonteses et les Beamonteses. En 1512, une armée castillane entra en Navarre par l'ouest sous la direction de Fadrique Álvarez de Toledo, duc d'Albe, et envahit militairement la majeure partie du royaume de Navarre, sous prétexte de la proclamation d'une bulle pontificale qui excommuniait les rois de la Maison d'Albret. Cependant, selon certains historiens, cette bulle était un faux, Fernand d'Aragon ayant besoin d'une cause "noble" pour justifier son invasion et l'annexion violente de la Navarre.
En 1513, les Cortes de Navarre nomment définitivement Ferdinand roi de Navarre. Ce dernier, en 1515, par le traité de Burgos, se fait proclamer roi de Navarre par les Cortès de Pampelune, contre le serment de respecter les fors, libertés, franchises et lois navarraises. En apparence, il fallut seulement trois jours pour occuper Pampelune, ce qui pourrait indiquer une grande sympathie de la population envers le roi d'Aragon Ferdinand, en raison de son prestige comme roi et politique; aussi en tant que fils de Jean II de Navarre, qui avait réussi à maintenir un semblant de stabilité dans son royaume au siècle précédant quand commencèrent les luttes entre Agromontes et Beamontes, et au fait que Pampelune fut en majorité beamontaise.
Face à cette agression espagnole, les souverains légitimes de Navarre firent plusieurs tentatives de reconquête de leur royaume particulièrement entre 1521 et 1528. Malgré quelques succès ponctuels (reprise de Pampelune), ils sont battus (bataille de Noain) et ne purent finalement que conserver le territoire d'"Outre-Ports" (Basse-Navarre actuelle). Le statut de la Haute-Navarre fut depuis lors celui d'une vice-royauté associée à la couronne de Castille.

### Basse-Navarre

La Navarre indépendante au XVIe siècle
- Territoire indépendant
- Territoire occupé par l'Espagne

Le Royaume de Navarre sous domination de la Maison de Foix se réduisait aux territoires au nord des Pyrénées (Basse-Navarre). Ainsi, et comme conséquence des Cortes de 1513, la monarchie navarraise était réduite à la Basse-Navarre, la partie du royaume à majorité agramontaise. Les Navarrais maintinrent ainsi leur indépendance. Le roi de Navarre Henri III, de la maison de Bourbon, hérita en 1589 du royaume de France et y fut couronné roi en 1594 (Henri IV). Il cumula ainsi 2 couronnes. Il y eut cependant un héritier différent pour chaque royaume jusqu'à la naissance du futur Louis XIII en 1601. Ce dernier prononça en 1620 le rattachement de la Navarre à la couronne de France, mais cet acte n'eut aucune valeur juridique, le roi, en Navarre, ne disposant pas du pouvoir législatif (dans les provinces basques, le principe de la monarchie absolue n'existait pas). Au siècle suivant, lorsque le roi de France Louis XVI convoqua pour 1789 les Etats Généraux du royaume, la Basse Navarre refusa d'y envoyer des députés, au principe que le royaume de Navarre était distinct du royaume de France.

### La Réforme

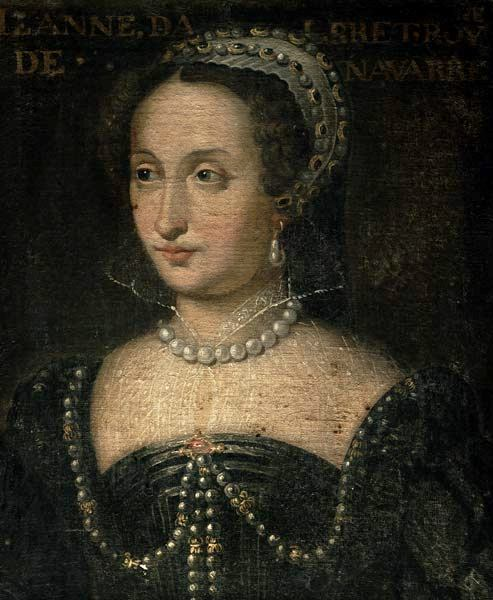
Jeanne III, reine de Navarre (1555-1572).
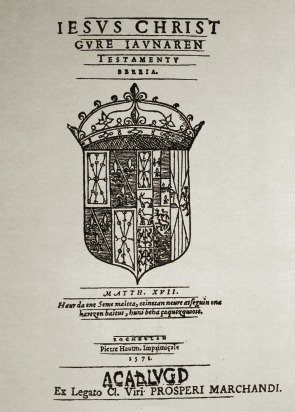
Jesus Christ Gure Jaunaren Testamentu Berria, traduction en basque du Nouveau Testament (1571).
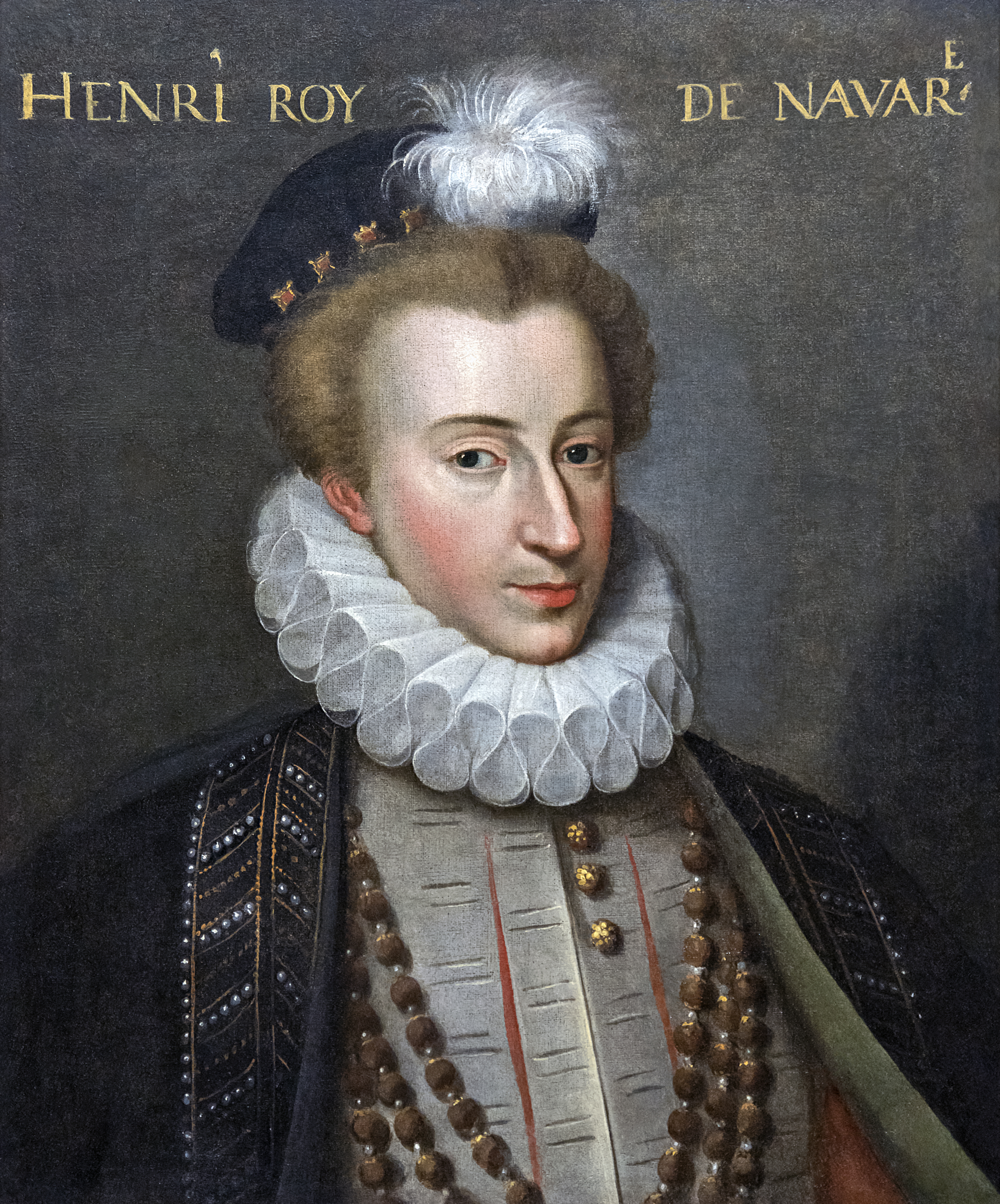
Henri III, roi de Navarre (1572-1610), roi de France en 1589.

La Réforme protestante, appuyée par Marguerite d'Angoulême et sa fille Jeanne d'Albret reines de Navarre, fut mal acceptée par les Basques. Après la victoire de ses armées en 1569 à la bataille d'Orthez l'autorité de Jeanne est rétablie. Dans ce contexte, en 1571, elle charge le huguenot basque Jean de Liçarrague de traduire le Nouveau Testament en Linguæ Navarrorum, c'est-à-dire en euskara[réf. nécessaire].
Au XVIe siècle, à Bayonne, une certaine bourgeoisie bascophone imprime des livres en basque sur des thèmes chrétiens. Cependant la Réforme et la publication de textes en basque dura peu car le protestantisme était persécuté, au sud, par l'Inquisition espagnole et, au nord, le roi navarrais protestant Henri IV se convertit au catholicisme pour régner sur la France[réf. nécessaire].
En 1622, la Contre-Réforme canonisa deux basques « exemplaires », les jésuites Ignace de Loyola et François Xavier[réf. nécessaire].

## Les Basques divisés entre la France et l'Espagne

### Fixation de la frontière franco-espagnole

La division des Basques est consacrée par le Traité des Pyrénées (1659).

Dès 1615, le mariage de Louis XIII avec l'infante Anne d'Autriche laisse entrevoir la fin du conflit navarrais. La guerre franco-espagnole (1635-1639) est un échec à ce sujet pour le « roi de France et de Navarre ». Le conflit ne fait que renforcer la militarisation de la frontière et accentuer la séparation entre Navarrais. En 1659 le traité des Pyrénées confirme la frontière. La France préfère annexer le Roussillon plutôt que d'insister sur la Haute-Navarre. Les considérations géographiques ont pris le pas sur le droit et la légitimité[réf. nécessaire].

### Provinces du Pays basque
Désormais privés d'indépendance politique les Basques continuèrent néanmoins à bénéficier d'un degré élevé d'autonomie de leurs provinces tant en Espagne qu'en France : les « fors » ou fueros donnaient à chaque région basque des lois locales, des impôts et tribunaux indépendants. Ces fueros étaient spécifiques à chaque région. Par exemple, dans la seigneurie de Biscaye, elles étaient différentes pour les Encartaciones, la Lur Laua ou Tierra Llana (qui s'appelait for de Biscaye), la cité (Orduña) et les villes (qui possédaient leurs propres fors, comme celui de Bilbao et de Bermeo : le for de Logroño). Le for de Biscaye par exemple interdisait, dès le Moyen Âge, la torture ou même la menace de torture envers tout Biscayen, à une époque où la torture (la « question ») était généralisée dans toutes les procédures judiciaires en Europe[réf. nécessaire].

### Colonisation des Amériques

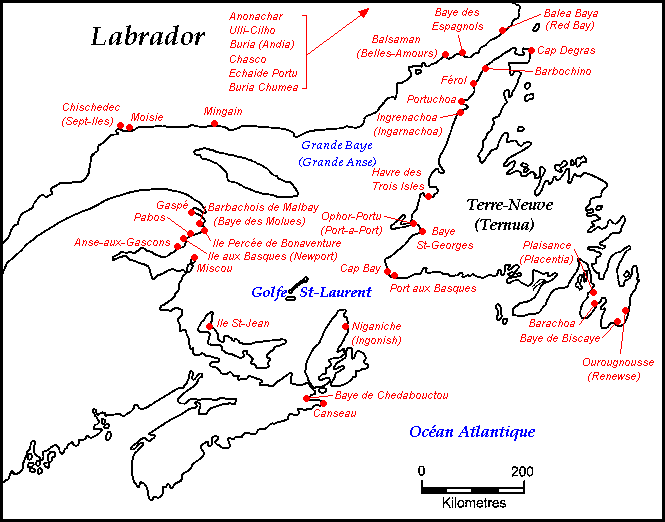
Sites de pêche des Basques à Terre-Neuve-et-Labrador.

À la fin du XVIe siècle, les Basques enseignèrent aux marins hollandais (et, paraît-il, bretons), l'emploi du harpon dans la chasse à la baleine[réf. nécessaire].
En 1579, le basque Martin de Hoyarsabal est l'auteur du manuel de navigation Les voyages avantvrevx dv capitaine Martin de Hoyarsabal, habitant de Çubiburu : contenant les reigles & enseignements necessaires à la bonne & seure nauigation qui décrivait la navigation jusqu'à Terre-Neuve.

### Au service de l'Espagne ou de la France

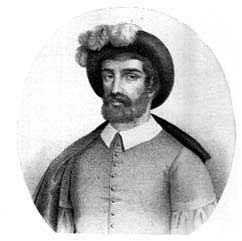
Juan Sebastián Elcano.

Les personnages illustres d'origine basque sont nombreux. Depuis toujours réputés pour être d'excellents marins et explorateurs, les Basques participèrent à la colonisation européenne des Amériques, et à toutes les entreprises qui en découlèrent, tant militaires, qu'économiques ou religieuses. Ainsi dans la Marine espagnole, il y eut de nombreux Basques comme :
- Juan Sebastián Elcano qui boucla le premier tour du monde, et les pilotes biscayais participèrent à la course vers les Indes. La Casa de Contratación préférait les embarcations fournies par les chantiers de Cantabrique (golfe de Gascogne), pour leur solidité et leur bonne condition maritime pour les flottes envoyées vers les Indes ;
- Miguel López de Legazpi conquit les Philippines pour la Couronne espagnole ;
- Andrés de Urdaneta ouvrit la route entre les Philippines et Acapulco ;
- Pedro Navarro et Machín de Rentería qui combattirent lors des campagnes de Méditerranée.

Les escadres de Biscaye et du Guipuscoa participèrent activement aux actions navales espagnoles. On citera particulièrement l'action de l'escadre du Guipuscoa, sous les ordres de Miguel de Oquendo, durant la bataille de l'Île Terceira, ou le nombraniento de Oquendo et Recalde, amiraux des escadres du Guipuscoa et de Biscaye, lieutenants du duc de Medina Sidonia lors de la journée d'Angleterre de l'Invincible Armada. Le fils de Miguel de Oquendo, Antonio fut aussi un marin renommé de l'Armada.
Lors de la bataille de Trafalgar mourut héroïquement, aux commandes du San Juan Nepomuceno, le marin guipuscoan Cosme de Churruca[réf. nécessaire].
D'autres basques travaillent aux intérêts du royaume de France:
- Bernard Renau d'Eliçagaray, lieutenant général des armées navales ;
- Jean-Pierre de Charritte, gouverneur de Saint-Domingue ;
- Armand de Belzunce, gouverneur de Saint-Domingue ;
- Pierre d'Artaguiette, gouverneur de l'Illinois ;
- Jean-Philippe de Béla, brigadier général des armées ;
- Jean Dalbarade, ministre de la Marine.

### La Révolution française

Les Basques étaient exempts de gabelle avant la Révolution.
Les Basques étaient considérés comme étrangers pour le systeme douanier français avant la Révolution.
Avec la Révolution les Basques (Labourd, Basse-Navarre et Soule) sont unis aux Béarnais pour former le département des Basses-Pyrénées.

La large autonomie des provinces basques du Nord toucha à sa fin avec la Révolution française, qui centralisa le gouvernement et abolit la totalité des libertés locales que garantissait l'Ancien Régime. Si une grande partie des Basques furent hostiles envers la Révolution, une autre partie s'engagea dans les bataillons de volontaires, qui formeront une troupe d'élite : les chasseurs basques.

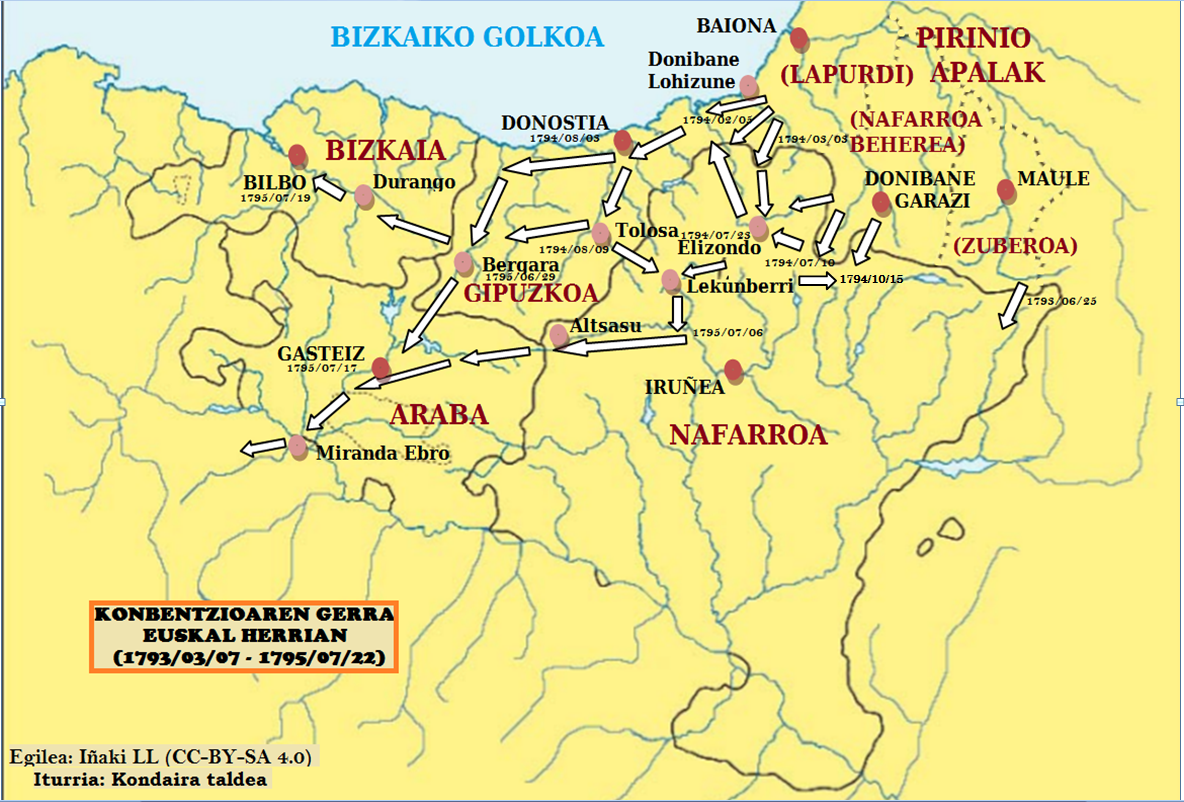
Guerre des Pyrénées, théâtre de l'Ouest.

Si la Révolution favorisa l'impression en basque d'ouvrages de propagande, elle se traduisit par la destruction systématique des piliers de la société basque : liberté politique et administrative, suppression de la démocratie locale basque au profit du suffrage censitaire, c'est-à-dire au profit d'une bourgeoisie française étrangère à la société basque, persécution contre le clergé, uniquement constitué de prêtres basques à cause de la langue, blocus naval dû aux guerres avec l'Angleterre, ce qui ruina Saint-Jean-de-Luz, Bayonne et l'ensemble de la côte basque, va-et-vient des gens de guerre, réquisitions forcées au profit des régiments français. La population manifesta sa mauvaise humeur en fournissant de l'aide au clergé clandestin, et par la désertion des jeunes qui refusaient de se battre dans les armées françaises. Les Représentants en Mission du peuple Français répliquèrent en ordonnant, en 1794, la déportation forcée de villages entiers du Labourd (Sare, Ascain, Souraïde, Espelette…) vers les Landes ou le Lot-et-Garonne. Des centaines de ces déportés moururent et les autres furent ruinés.
La Révolution française arriva au Pays basque sud lors de la guerre franco-espagnole de la Convention (1794-1795) durant laquelle les troupes françaises, sous les ordres du général Moncey, remportent entre autres la bataille des Aldudes, celle du Baztan, celle d'Orbaizeta, finissant par occuper Miranda de Ebro.
Les chasseurs basques dirigès par Jean Isidore Harispe se font remarquer au cours de cette campagne.
La guerre prend fin avec la paix de Bâle (1795) et l'évacuation des troupes françaises.

## LeXIXesiècle

### Les guerres napoléoniennes

Campagne de Wellington (1813).

Plus tard, quand elles envahirent l'Espagne, les troupes napoléoniennes ne rencontrèrent que peu de résistance dans les provinces basques. Il y eut cependant des guérilleros comme Gaspar de Jauregui « le Berger », qui parvient à lever 3 000 hommes et obtint le grade de colonel, auquel se joignit le jeune Zumalacarregui. On pourra également noter que l'un des quatre premiers bataillons engagés lors de la guerre d'Indépendance était entièrement basque[réf. nécessaire]. Les partis guérilleros de Francisco Espoz y Mina agirent quant à elles contre les Français depuis la Navarre. La dernière partie de l'Espagne tenue par les Français fut les provinces basques.
Elles furent le théâtre de nombreux combats lors de la campagne de Wellington: bataille de Vitoria, des Pyrénées, de Maya, de Sorauren, de San Marcial, de la Bidassoa, de la Nivelle, de la Nive, de Garris, de Bayonne[réf. nécessaire].
Le 31 août 1813, Saint-Sébastien fut pillée par les troupes anglaises de l'armée anglo-lusitano-espagnole durant trois jours.

### Les guerres carlistes

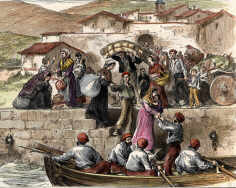
Femmes s'enfuyant de Guetaria pendant la première guerre Carliste.

Première guerre carliste (1833-1839). Le roi "Charles V" règne chez les Basques.

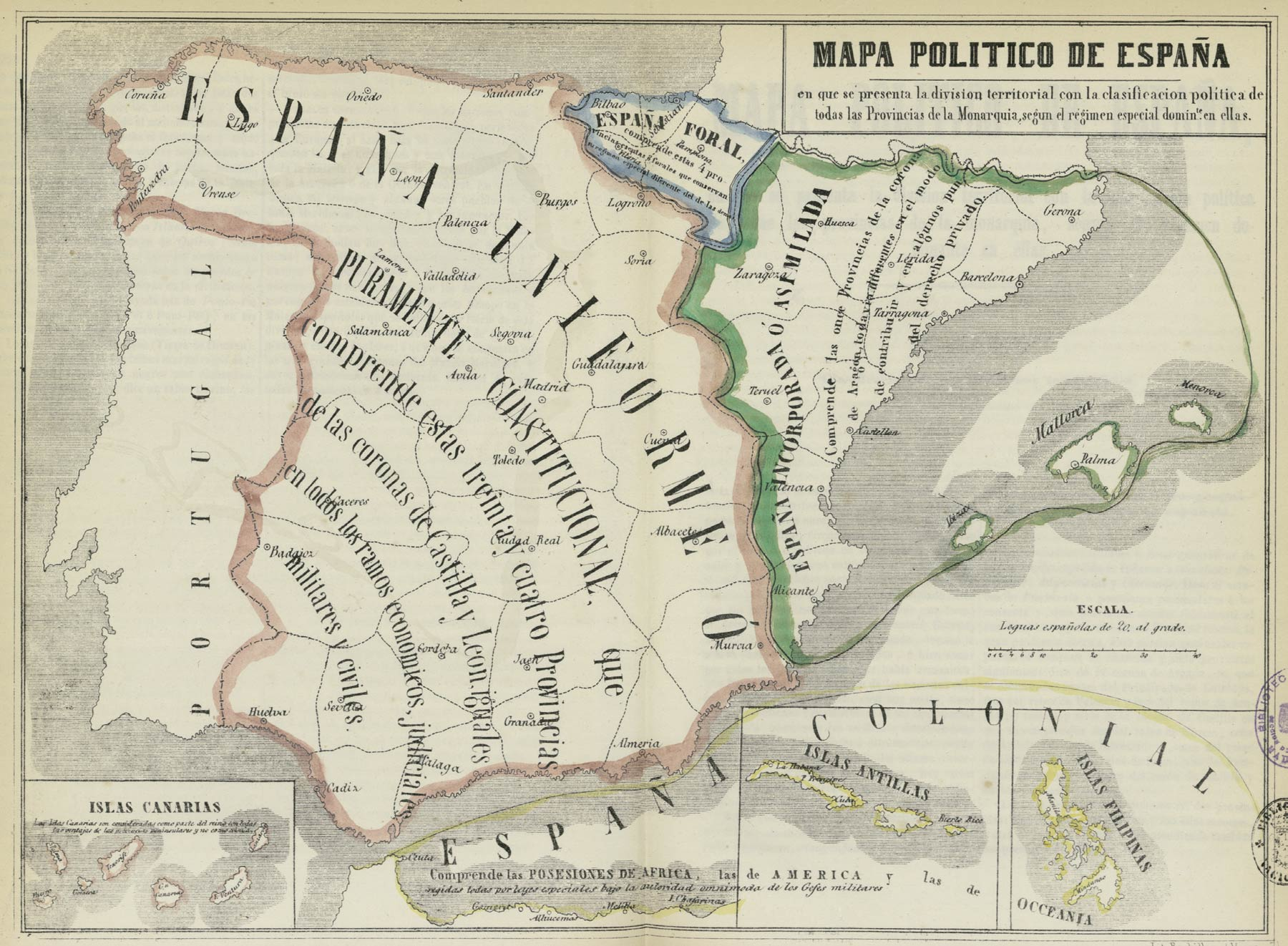
L'Espagne politique de 1854, après la première guerre carliste.

Dernière guerre carliste (1872-1876). Le roi "Charles VII" règne chez les Basques.

En Espagne, une guerre de succession entre Isabelle II d'Espagne et son oncle Charles de Bourbon est à l'origine des guerres carlistes. Au-delà de la lutte entre les deux prétendants, cette guerre opposait deux conceptions de l'Espagne: une Espagne libérale, à la française, centralisée, avec une monarchie constitutionnelle, et une Espagne traditionnelle, avec une monarchie absolue mais respectant les fueros ou libertés locales. Les fueros furent défendus par les traditionalistes et plus particulièrement les Absolutistes carlistes bien qu'opposés à des forces constitutionnalistes victorieuses.
Les carlistes revendiquaient la couronne d'Espagne pour l'infant Charles, lequel avait promis de défendre, entre autres, le système foral basque et navarrais. En raison de l'influence de l'Église catholique, et craignant que sous une constitution égalitaire les fueros soient abrogés, les Basques espagnols des zones rurales joignirent massivement l'armée traditionaliste, soutenue financièrement par les gouvernements des provinces basques, comme l'indique l'écrivain Benito Pérez Galdós dans un dialogue de Un Faccioso más y algunos Frailes menos :
« (...) el Sr. D. Carlos Navarro, nuestro valiente amigo, llegó anteanoche de su excursión por el reino de Navarra y por Álava y Vizcaya. Es un guapo sujeto. Dice que en todo aquel religioso país hasta las piedras tienen corazón para palpitar por D. Carlos, hasta las calabazas echarán manos para coger fusiles. Las campanas allí, cuando tocan a misa dicen «no más masones» y el día en que haya guerra los hombres de aquella tierra serán capaces de conquistar a la Europa mientras las mujeres conquistan al resto de España... Bueno, muy bueno... ¿Con que usted desea ver a ese señor? Le prevengo a usted que está oculto (...) »
(Monsieur D. Carlos Navarro, notre valeureux ami, revint au crépuscule de son excursion par le royaume de Navarre et par Alava et Biscaye. C'est un joli sujet. Il dit que dans tout ce religieux pays même les pierres ont un cœur qui bat pour D. Carlos, même les courges auront des mains pour tenir un fusil. Les cloches de là-bas, lorsqu'elles sonnent la messe, disent "plus de Francs-maçons !", et le jour où il y aura la guerre, les hommes de cette terre conquerront l'Europe pendant que leurs femmes conquerront le reste de l'Espagne... Bien, très bien... Avec quoi désirez-vous voir ce monsieur ? Je vous préviens que c'est caché..."
D'un autre côté, les forces de l'armée isabellienne obtinrent des appuis vitaux dans les grandes villes (comme Bilbao), comme des Britanniques, dont la légion irlandaise, la "Troisième", fut pratiquement anéantie lors de la bataille d'Oriamendi par les Français et par les légions portugaises, dont les gouvernements appuyèrent les isabelliens contre les carlistes. Durant la première guerre carliste, l'augmentation des divergences entre les franges apostolique (« officielle ») et de Navarre (frange à base basque) fit que cette dernière conclût un armistice par laquelle les isabelliens promirent de maintenir les fors.
Comme cette promesse ne fut pas accomplie dans sa globalité, il y eut un nouveau soulèvement, la seconde guerre carliste, qui se termina de manière similaire. Finalement, le Pays basque perdit la quasi-totalité de sa capacité d'auto-gouvernance, bien qu'il garda le contrôle de sa politique fiscale et de ses perceptions. En Navarre, dès 1840, et grâce au rôle des élites urbaines au travers d'une conception politique appelée fuerismo libéral, se conclut un pacte duquel dériva la Ley Paccionada qui permit de conserver en partie les fors.
La modification des douanes des frontières basques aux frontières françaises forma un nouveau marché protégé en Espagne pour l'industrie basque naissante. Cette situation perdura le long du XIXe siècle, jusqu'à leur suppression par Cánovas del Castillo après la déroute carliste, remplacées par une autonomie fiscale[réf. nécessaire].

### Concordat de 1851 et aboutissement du processus de provincialisation

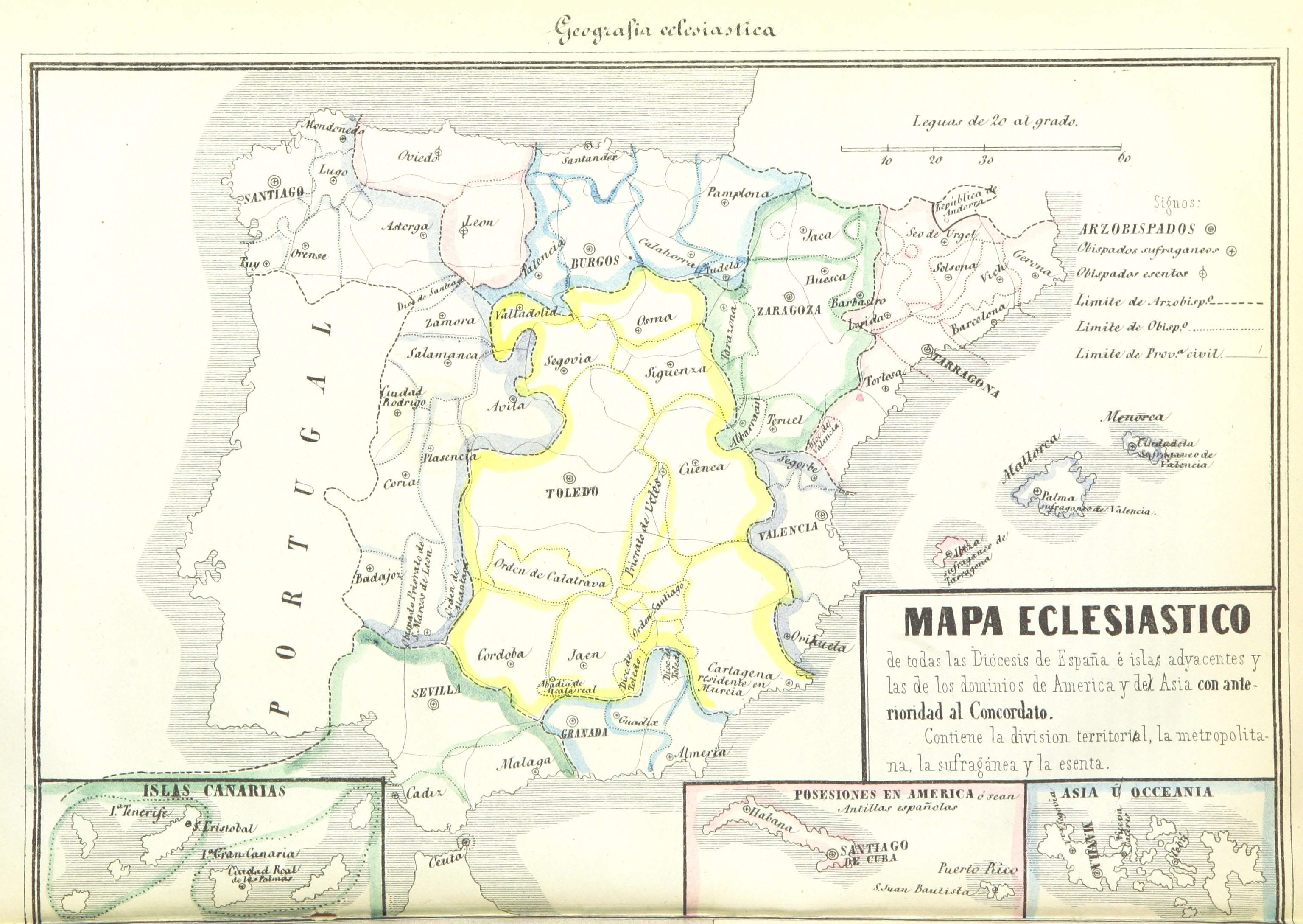
Diocèses espagnols jusqu'à l'application du Concordat.

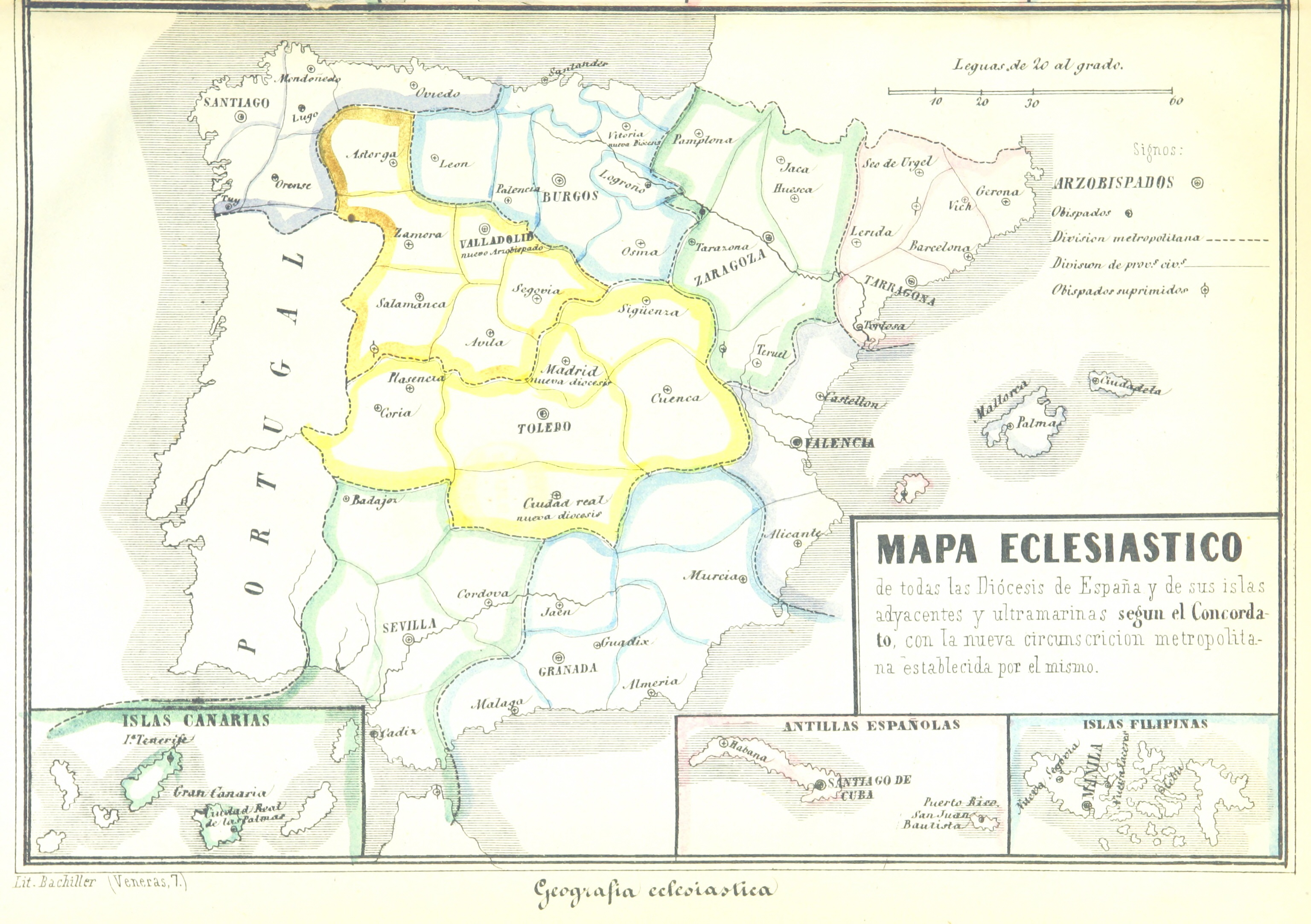
Modifications effectuées à la suite du Concordat.

Le Concordat de 1851 signé entre le Saint-Siège et le royaume d'Espagne, entraine la modification en 1861 des provinces ecclésiastiques historiques et leur adéquation avec les nouvelles limites administratives provinciales. Mais si les trois provinces d'Alava, Biscaye et Guipuzcoa sont regroupées pour former le nouveau diocèse de Vitoria, cela se fait au détriment des diocèses de Pampelune (Gipuzcoa) et de Calahorra (Alava et Biscaye). Le diocèse de Pampelune, de plus, est rattaché à la province métropolitaine de Saragosse. Parmi les consèquences, la séparation des Gipuzcoans de la Navarre, que les conquêtes militaires n'avaient pas obtenues au plan ecclésiastique, et la rupture du lien de la Rioja avec le monde basque. Ces limites ecclésiastiques remontaient au XIe siècle, quand tous ces territoires faisaient partie du royaume de Navarre.

### L'industrialisation
La révolution industrielle eut une influence manifeste sur le Pays basque. La richesse de ses mines et la pureté de son minerai attirèrent les investisseurs anglais qui, dans un premier temps, exploitèrent les mines de fer pour l'exporter en Angleterre, puis implantèrent des usines sidérurgiques sur la rive droite du Nervion. Cette industrie naissante requérait une main-d'œuvre abondante : à la fin du XIXe siècle, l'immigration interne provenant d'autres parties de l'Espagne est abondante et crée en conséquence un contraste culturel élevé.
Jusqu'à présent, les personnes possédant des ressources qui pouvaient étudier devaient aller dans les universités castillanes et, par conséquent, parlaient un bon castillan alors que ceux qui n'étudiaient pas ne le connaissaient pas, qui distinguait les locuteurs ou non-locuteurs en classe sociale supérieure ou appartenant au monde rural. Les émigrants, qui arrivèrent sur ces terres pour chercher leur subsistance parlant le castillan, montrèrent aux locaux que la position sociale n'était pas une question de langue et apportèrent ainsi en plus les idées de gauche qui accompagnèrent la naissance de la révolution industrielle, marquant la lutte des classes et l'appel à l'union des prolétaires.

## Histoire contemporaine

### La naissance du nationalisme

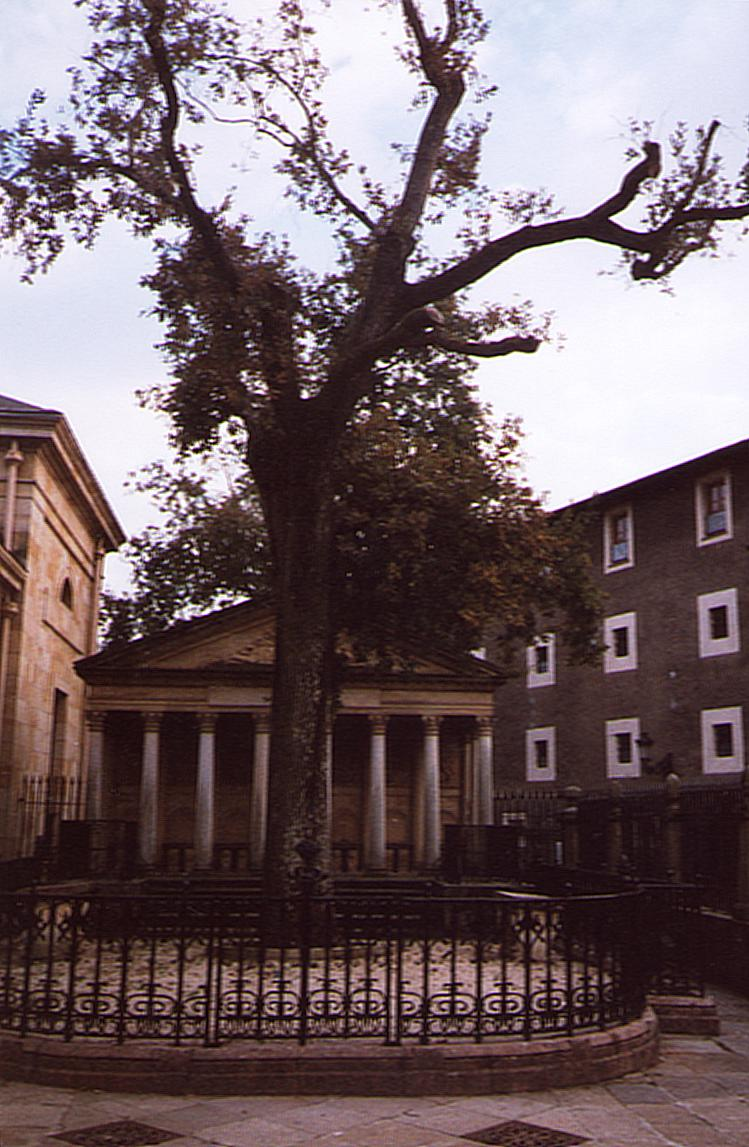
L'arbre de Guernica est le symbole des libertés basques.

À la fin du XIXe siècle, les frères Koldobika et Sabino Arana ressuscitèrent, à l'abri de la vague de romantisme qui balaya l'Europe et des idées de retour aux origines de Castelao, le nationalisme basque, en se basant en bonne partie sur la tradition conservatrice carliste. Ils fondèrent le Parti nationaliste basque (EAJ-PNV), basé sur des idées démocrates chrétiennes. Ce parti revendiquait l'indépendance ou pour le moins l'autonomie des provinces considérées comme basques (Zazpiak Bat, les sept provinces unies). Curieusement, alors que les mouvements fédéralistes avait proposé une constitution pour une "grande Navarre" (1883), ils laissèrent de côté la possibilité de revendiquer le rétablissement d'un état basque continuateur du royaume de Navarre. Pour eux, la Navarre n'est plus qu'une province parmi d'autres, ce qui sera source de difficultés dans les relations entre provinces.
Dans le cadre de cette idéologie, et en confrontation avec celle du mouvement ouvrier qui s'étendait dans les zones industrielles du pays, ils créèrent une série d'instruments (comme le syndicat ELA) et promurent des politiques visant à préserver les basques de l'influence « étrangère » qu'à ce moment représentaient les travailleurs provenant d'autres zones de l'Espagne.

### La guerre civile et autonomie basque

Carte du front du nord (mars-septembre 1937).

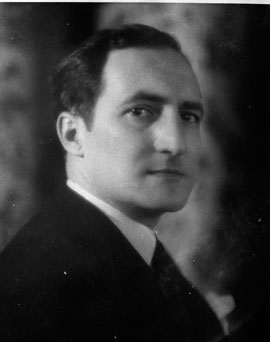
José Antonio Agirre, lehendakari (1936-1937).

En 1931, l'Espagne devint une République (la première ville à la proclamer fut celle de Eibar, en Guipuscoa), et très vite, la Catalogne (autre région espagnole dans laquelle exista un mouvement régionaliste fort) obtint son gouvernement autonome. Cependant, les Basques durent attendre jusqu'au 6 octobre 1936, alors que la guerre civile espagnole a déjà commencé, pour obtenir leur autonomie et la formation d'un gouvernement dirigé par le lehendakari Jose Antonio Aguirre.
Il y eut des Basques dans les deux partis de la guerre civile, la majorité avec les nationalistes basques et les gens de gauche de Biscaye et du Guipuscoa du côté de la Seconde République, et les carlistes navarrais du côté des troupes insurgées du général Francisco Franco. Les rebelles espéraient que le PNV, en raison de son conservatisme et de son christianisme, se joindrait à eux, cause qui ne réussit pas. Il n'y a aucun doute qu'une des pires atrocités de cette guerre fut le bombardement de Guernica (où se situe l'arbre symbole de la liberté forale basque) par l'aviation allemande qui aidait Franco, détruisant quasiment toute la cité.
En 1937, les troupes du Parti nationaliste basque se rendirent à Santoña aux troupes italiennes alliées au général Franco, bien que les bataillons composés de miliciens affiliés à d'autres formations politiques continuent à lutter sur le front asturien, inaugurant une des périodes les plus dures de l'histoire basque en Espagne. Après la guerre, Franco dédia ses efforts à faire de l'Espagne un État-nation, uniformisé[réf. nécessaire]. Considérant la Biscaye et le Guipuscoa comme des « provinces traîtresses » pour ne s'être pas soumises avec le PNV au soulèvement, abolissant ce qu'elles réclamaient d'autonomie, alors que l'Alava et la Navarre gardèrent leurs petites polices autonomes et conservèrent leur autonomie fiscale.

### Occupation allemande

Situation de la France après l'armistice de juin 1940.

En mai 1940 débute l'invasion de la France par l'Allemagne (Bataille de France). La défaite française est totale et le 22 juin un armistice est signé. Les troupes allemandes entrent à Bayonne le 27 juin. Le Pays Basque se trouve divisé entre la zone occupée (Labourd et ouest de la Basse-Navarre) et zone libre (est de la Basse-Navarre et Soule), la ligne de démarcation correspondant au tracé de la route nationale 133. Hitler en personne se rend à Hendaye rencontrer Franco le 23 octobre 1940. La zone libre est occupée à son tour le 11 novembre 1942. Les Basques se distinguent comme passeurs du réseau de résistance Comète.
Le 27 mars 1944, l’aviation américaine bombarde Biarritz et Anglet, avec comme objectifs l’aéroport de Parme et la gare du chemin de fer. Après le succès du débarquement allié en Normandie le 6 juin 1944 la situation des troupes d'occupation devient difficile. Quelques attaques de la Résistance ont lieu en Soule. Le 11 août 50 soldats allemands sont capturés à Mauléon. Le 23 août la garnison de Tardets doit se rendre (150 hommes).
Le 24 août 1944 les dernières troupes allemandes évacuent Bayonne pour se replier sur Bordeaux.
En avril 1945 le bataillon basque Gernika participe aux combats de la poche de Royan et de la pointe de Grave.

### Le franquisme

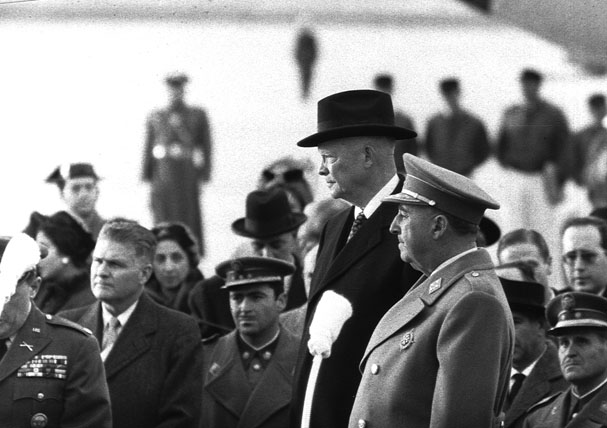
Francisco Franco et Dwight D. Eisenhower à Madrid en 1959.

Dans l'intention de rendre homogène l'hétérogène Espagne, le régime de Franco introduit des lois sévères contre la diversité culturelle et linguistique qui la compose. Sous la devise « Espagne, Une, Grande et Libre », il prohiba toute manifestation culturelle autre que celle que le régime considérait comme officielle, interdisant l'usage publique des langues autres que le castillan et réduit la culture à quelques manifestations folkloriques. L'euskara fut réprimé par l'interdiction de son usage public et de son enseignement.
Cependant, et en dépit de l'aide d'une partie de ces régions durant la guerre civile au parti franquiste, il y eut – économiquement – des appuis d'une partie du régime dictatorial aux industriels du Pays basque, au détriment des régions du centre et du Sud de l'Espagne. Le Pays basque devint ainsi une des zones les plus attractives de l'État et attira ainsi une forte émigration des autres zones espagnoles. Les grandes entreprises relevant de l'État eurent leurs origines en Euzkadi et beaucoup d'entre elles y maintiennent toujours leurs bases.
À l'extérieur, les forces espagnoles anti-franquistes s'organisent pour préparer l'après Franco.
Lors du Congrès de Munich en 1962, elles obtiennent l'adhésion des nationalistes basques du PNV qui renoncent au rupturisme et s'alignent sur les thèses démocrates espagnoles. Ce revirement, ajouté à la disparition prématurée à 56 ans de Agirre en 1960, va créer un certain désarroi au sein de la jeunesse basque et ouvrir la voie à la lutte armée.

### Concordat de 1953

Archidiocèse de Pampelune, érigé en 1956.

Dans le cadre des négociations du Concordat espagnol de 1953, la provincialisation du Pays Basque est menée à terme par Franco avec la création des diocèses de Bilbao et de Saint-Sébastien aux dépens de celui de Vitoria qui cesse dès lors d'être un diocèse rassembleur des Basques. Toutefois, en 1956 Pampelune est érigé en archidiocèse, ayant pour suffragants les diocèses de Tudela, Calahorra, Jaca et Saint-Sébastien. L'ensemble forme la province ecclésiastique de Pampelune, la Navarre retrouvant ainsi un statut de premier plan.

### Lutte armée

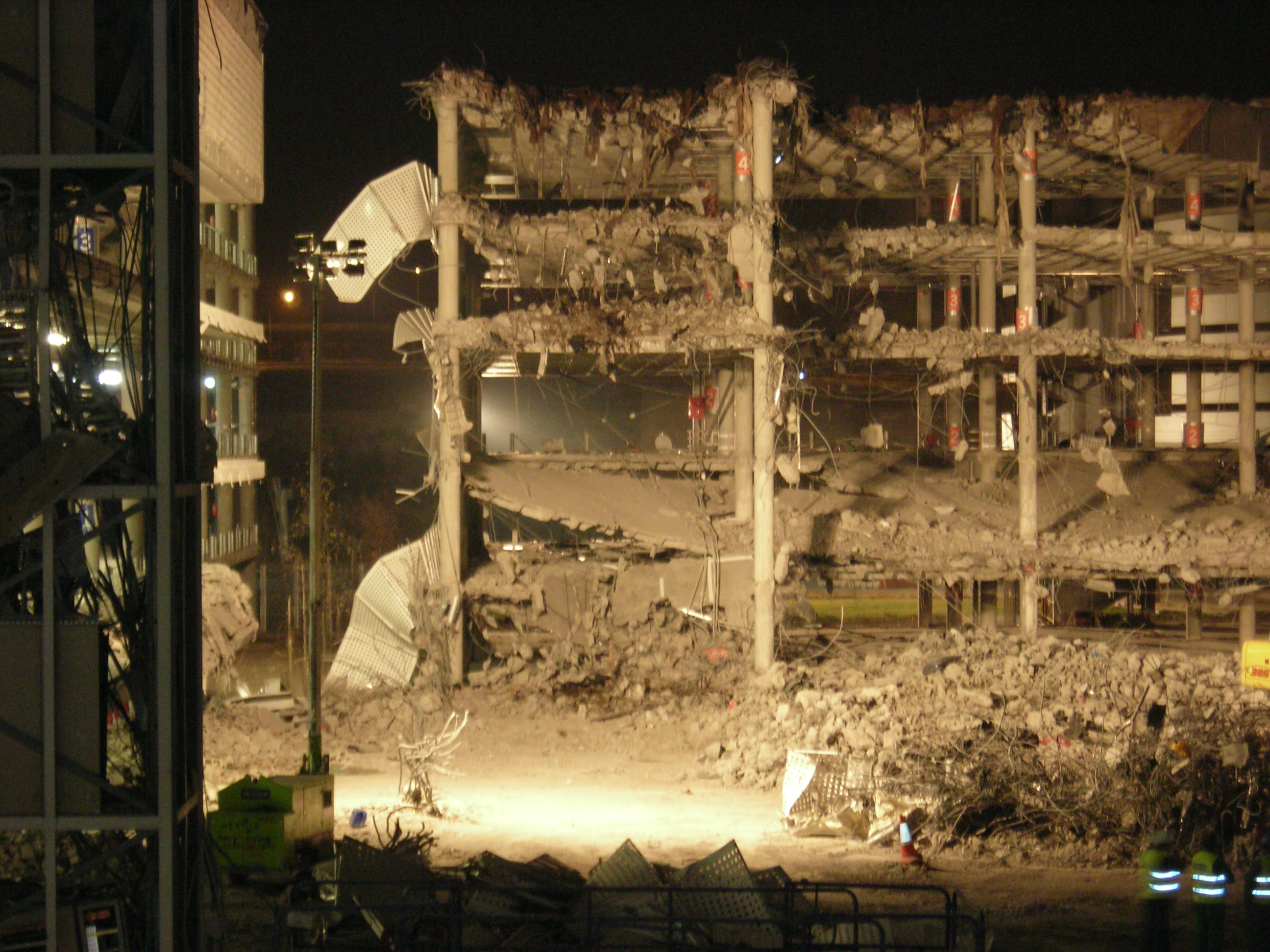
L'aéroport de Madrid, partiellement détruit par un attentat de l'ETA en décembre 2006.

La lutte contre la dictature, au côté de la répression culturelle subie et aux atrocités de l'après-guerre donnèrent lieu à la création de l'ETA (Euskadi Ta Askatasuna soit Euskadi et Liberté), organisation armée qui revendique l'indépendance de Euskal Herria. Cette organisation est rapidement infiltrée par des éléments révolutionnaires marxistes, et dès les années 1960 ETA prône un Pays Basque socialiste au moyen de la lutte armée. Tous les moyens doivent être déployés pour obtenir ce résultat, ce qui mène ETA à ouvrir différentes formes de lutte : lutte armée (ETA aura fait au moins 829 morts et des milliers de blessés dans le nord de l’Espagne et le sud de la France), front politique (création de partis révolutionnaires basques), front culturel.. Selon l'enseignement de Mao Zedong, ETA adopte à partir des années 1970 la stratégie du dédoublement : garder un contenu révolutionnaire marxiste tout en adoptant une forme externe nationaliste basque, afin d'agréer à sa lutte des Basques voulant libérer leur pays sans être forcément révolutionnaires. En 1973, l'attentat à Madrid contre le président Carrero Blanco assure à l'organisation basque une stature internationale.
À la même époque, en Pays Basque nord le groupe clandestin Iparretarrak organise de nombreux attentats à partir des années 1970.
Dans les années 1980 un "contre-terrorisme" apparait (BVE, GAL...) faisant aussi de nombreuses victimes, particulièrement sur le territoire français (les GAL ont fait plus de 34 morts et 50 blessés). Plusieurs personnalités politiques et militaires espagnoles seront d'ailleurs condamnées pour leur implication dans ce "contre-terrorisme".
En 1981, une importante scission au sein de l'ETA eut lieu : une grande partie de ses membres ne s'avèrent pas être réellement dans la ligne idéologique de l'organisation mais plutôt définis par leur opposition à Franco. Les autres considérèrent que les avancées démocratiques sont inadéquates ou insuffisantes et poursuivirent la lutte armée.
La fin de la dictature, la transition vers la démocratie et une grande partie de la période pleinement démocratique furent marquées dans le Pays basque par les actions de l'ETA, entrecoupées de déclarations de cessez-le-feu (1989, 1998-2000, 2003-2006) dans le but d'établir des négociations avec le gouvernement espagnol.

### La transition et l'autonomie
À la mort de Franco, le peuple basque refuse d'approuver la Constitution espagnole. Mais le PNV et le Parti Socialiste espagnol s'entendent pour adopter le statut de Gernika, accordant, sur le papier, une large autonomie à la Communauté autonome basque (CAV) composée des provinces d'Alava, Biscaye et Gipuzkoa. Les élections depuis 1980 donnent systématiquement le leadership politique au PNV qui gouverne la CAV. Un Parlement basque, une administration basque, un système scolaire et une université du Pays basque, une TV autonome, une police, une fiscalité autonome sont créés. La langue basque est officialisée. 

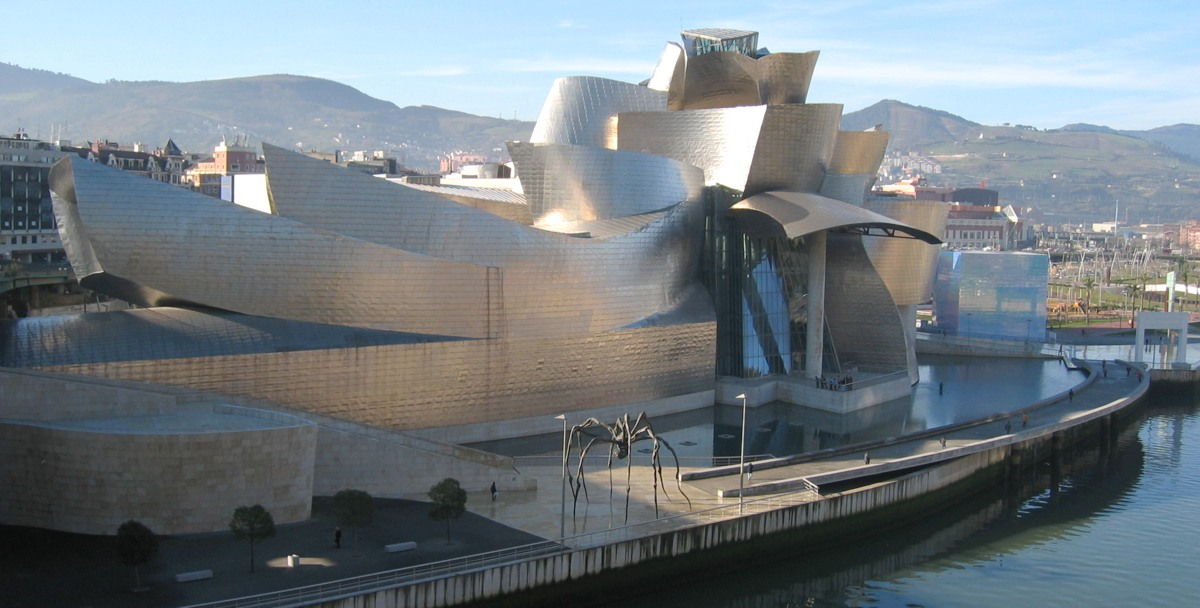
Musée Guggenheim.

En même temps le gouvernement basque doit gérer la terrible crise économique qui secoue la région avec la mort de la métallurgie, de la sidérurgie et des chantiers navals, piliers traditionnels de l'économie basque.
La reconversion est une pleine réussite, et la CAV connaît le plein emploi. Le musée Guggenheim de Bilbao illustre cette reconversion économique. Cette réussite est d'autant plus spectaculaire qu'elle s'effectue avec la violence etarra (assassinats, rackets, extorsion de fonds, menaces physiques et psychologiques) en toile de fond.
Parallèlement à l'autonomie basque, l'autonomie forale navarraise s'est développée à partie de 1983, et ceci, malgré le fait qu'il fût prévu par la Constitution espagnole et le Statut de Gernika qu'elle fasse partie de ladite autonomie basque. Ceci permettait aux autorités espagnoles dans l'immédiat de contenir la puissante autonomie basque et à plus long terme d'entraver les projets nationalistes basques avec la création d'une identité navarraise différenciée. Cependant dès 1995 les nationalistes basques faisaient une première entrée dans le gouvernement navarrais.

### AuXXIesiècle

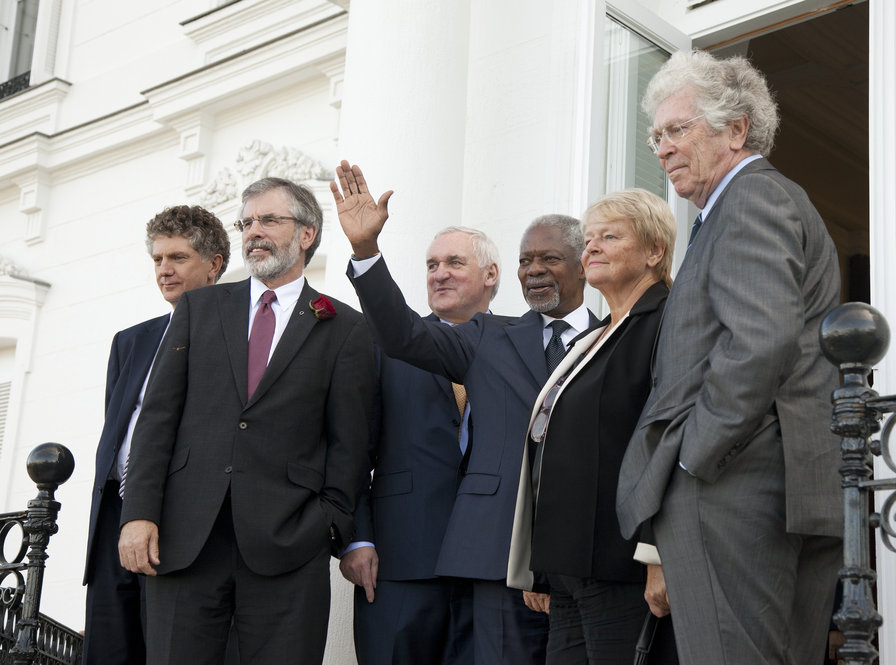
Les promoteurs de la Conférence de paix de Aiete (2011), de gauche à droite: Jonathan Powell, Gerry Adams, Bertie Ahern, Kofi Annan, Gro Harlem Brundtland et Pierre Joxe.

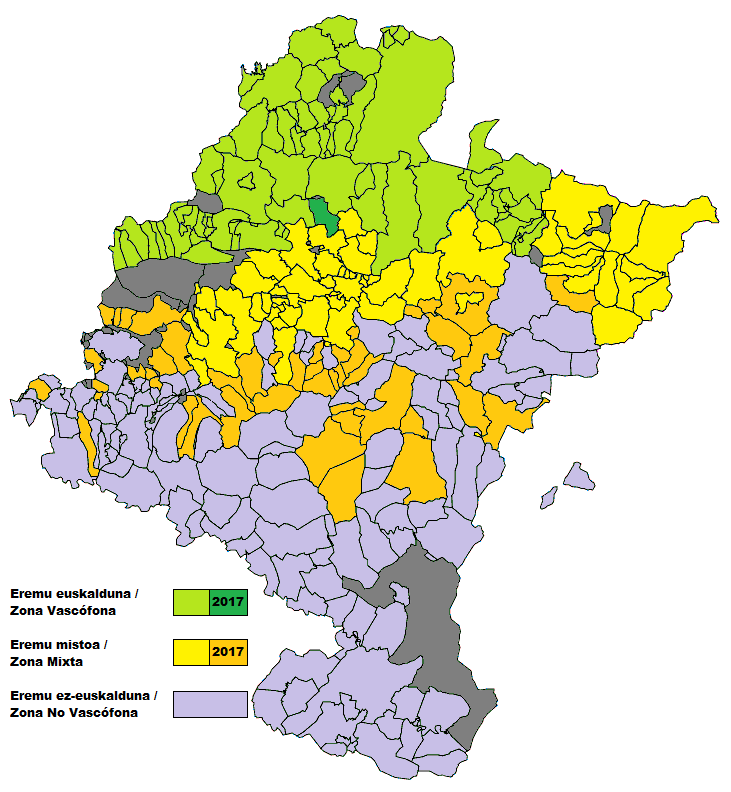
Évolution du statut de la langue basque en Navarre (2017).

La première décennie est marquée par une forte offensive politico-judiciaire de Madrid et des forces constitutionnelles anti-nationalistes, ETA devenant l'excuse idéale pour sa mise en place. Ainsi la politique d'illégalisation systématique des partis politiques "proches" de l'ETA à partir de 2003 (Batasuna, ANV...) et leur non-participation aux diverses élections entraine aussi l'affaiblissement du PNV, menacé à son tour.
C'est alors le rejet sans ménagements par Madrid du plan Ibarretxe de réforme du statut d'autonomie en 2005 et l'éviction du PNV du gouvernement autonome par le socialiste Patxi Lopez, allié de la droite espagnole (2009-2012).
Dans le même temps l'hégémonie d'UPN en Navarre est totale et lui permet de mener une politique anti-nationaliste (gouvernements Sanz et Barcina).
Dans ce contexte l'ETA prend finalement l'initiative de revoir sa stratégie désormais contre-productive. En 2010 un cessez-le feu unilatéral est annoncé, qui ouvre de nouvelles perspectives à la société basque. En octobre 2011 est célébrée la conférence internationale de paix de Aiete et aussitôt après l'ETA annonce l'arrêt définitif de ses activités armées. L'arrivée au pouvoir à Madrid en 2018 du socialiste Pedro Sánchez va accentuer l'entente de la gauche espagnole avec le nationalisme basque. 
Ce nouveau contexte de paix permet ainsi aux partis nationalistes de reprendre le contrôle des institutions, non seulement dans la communauté autonome en 2012 avec Iñigo Urkullu (PNV) mais aussi en Navarre avec Uxue Barkos (Geroa Bai) en 2015. Le gouvernement de cette dernière permet une modification favorable du statut de la langue basque en Navarre (2017).
La tendance nationaliste illégalisée s'est elle réorganisée dans la coalition EH Bildu et parvient à gouverner la députation forale du Guipuscoa (2011-2015) et les mairies de Saint-Sébastien (2011-2015) et de Pampelune (2015-2019 et depuis 2023). En 2019 la socialiste María Chivite accède à la présidence de la Navarre avec le soutien des nationalistes basques. En 2024 Iñigo Urkullu est remplacé par Imanol Pradales.
Côté nord, le nouveau contexte de paix et un grand consensus politique et social permettent la création en janvier 2017 de la Communauté d'agglomération du Pays Basque, nouvelle institution qui regroupe enfin les trois territoires de Labourd, Basse-Navarre et Soule. Sous les auspices du nouveau président Jean-René Etchegaray aura lieu le désarmement définitif de l'organisation ETA en avril 2017 et en mai 2018 l'annonce de sa dissolution.

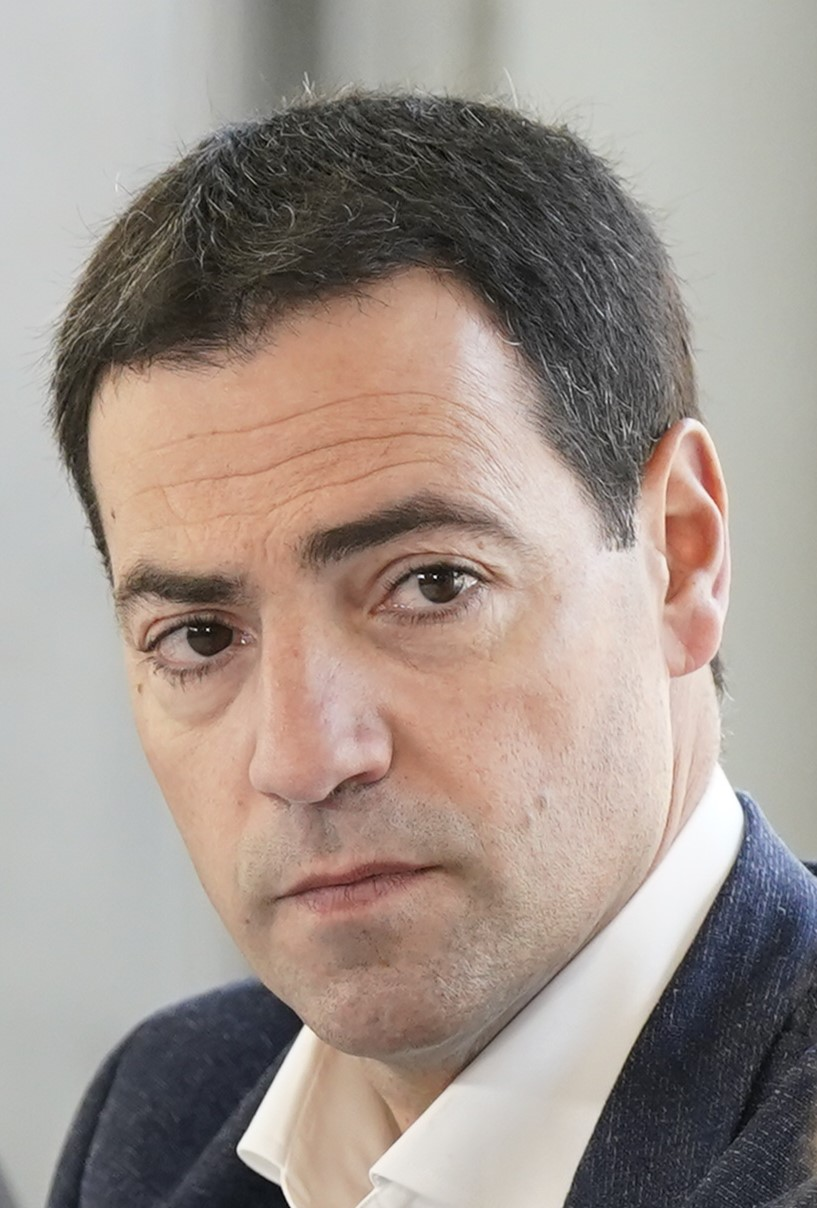
Imanol Pradales, président de la Communauté autonome basque.
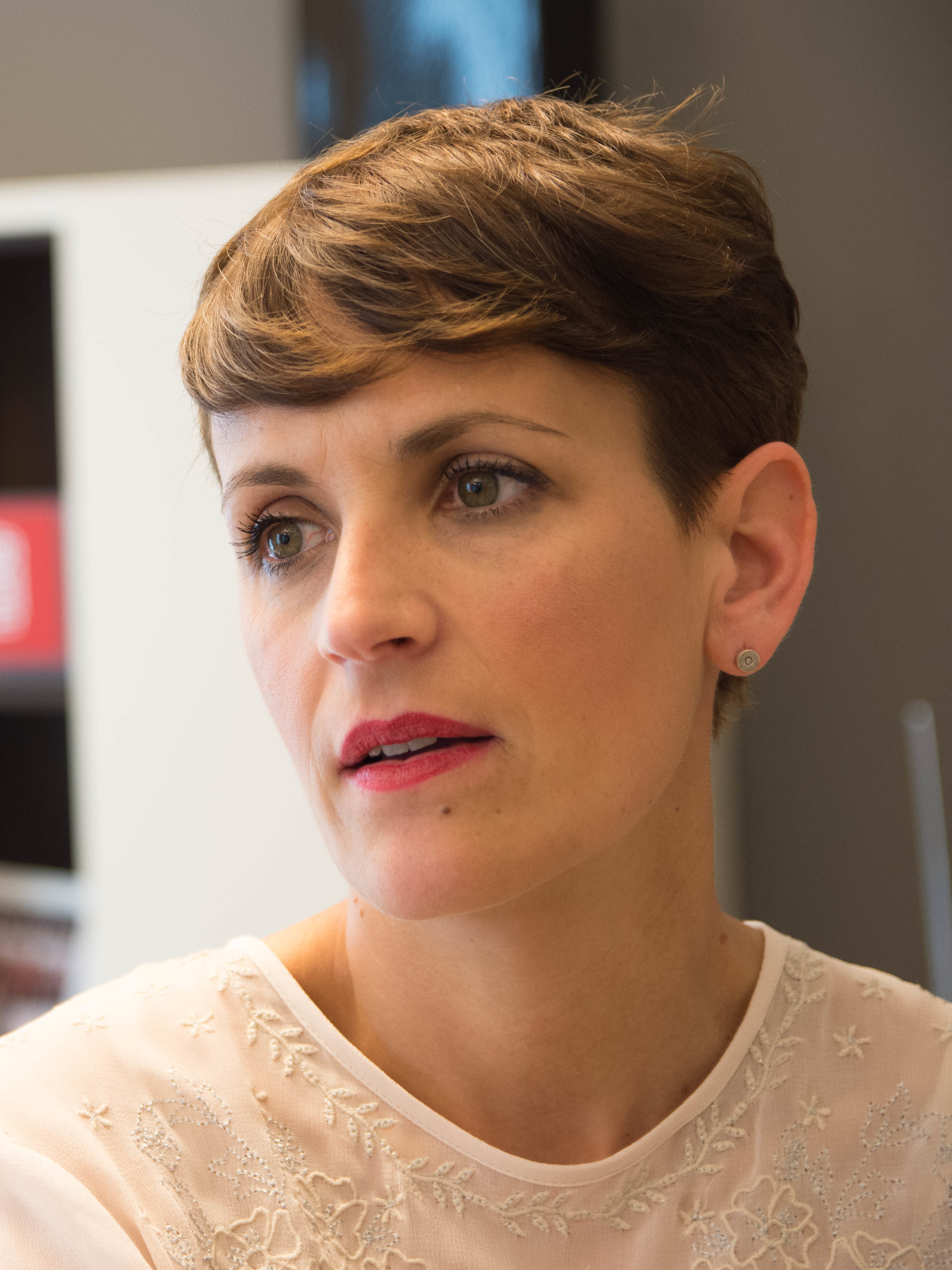
María Chivite, présidente de la Communauté forale de Navarre.
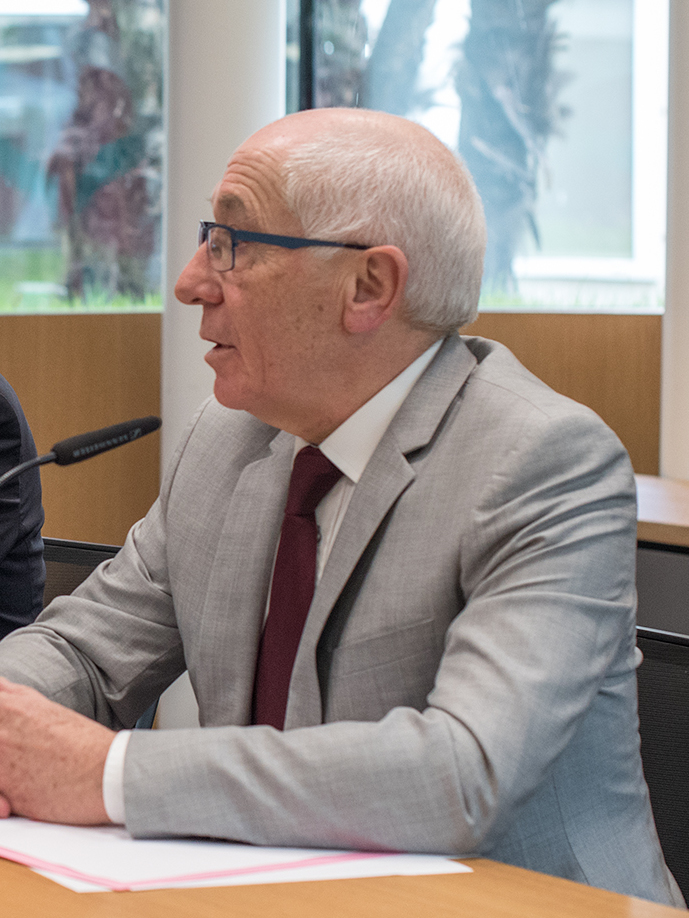
Jean-René Etchegaray, président de la Communauté d'agglomération du Pays Basque.

Divisions du Pays Basque (2024) :
- Communauté autonome basque
- Communauté forale de Navarre
- Communauté d'agglomération du Pays Basque
- Enclave de Treviño (Communauté autonome de Castille-et-León)

| Pour des raisons techniques, il est temporairement impossible d'afficher le graphique qui aurait dû être présenté ici. | Pour des raisons techniques, il est temporairement impossible d'afficher le graphique qui aurait dû être présenté ici. |
| --- | --- |

#### Notions
- Anthropologie historique
- Conscience collective
- Ethnohistoire
- Histoire de la mémoire

#### Droit international
- Coutume et Savoirs traditionnels
- Droit des peuples à disposer d'eux-mêmes
- Peuple autochtone, Droit des peuples autochtones (Déclaration des droits des peuples autochtones)